# M48 (Kampfpanzer)

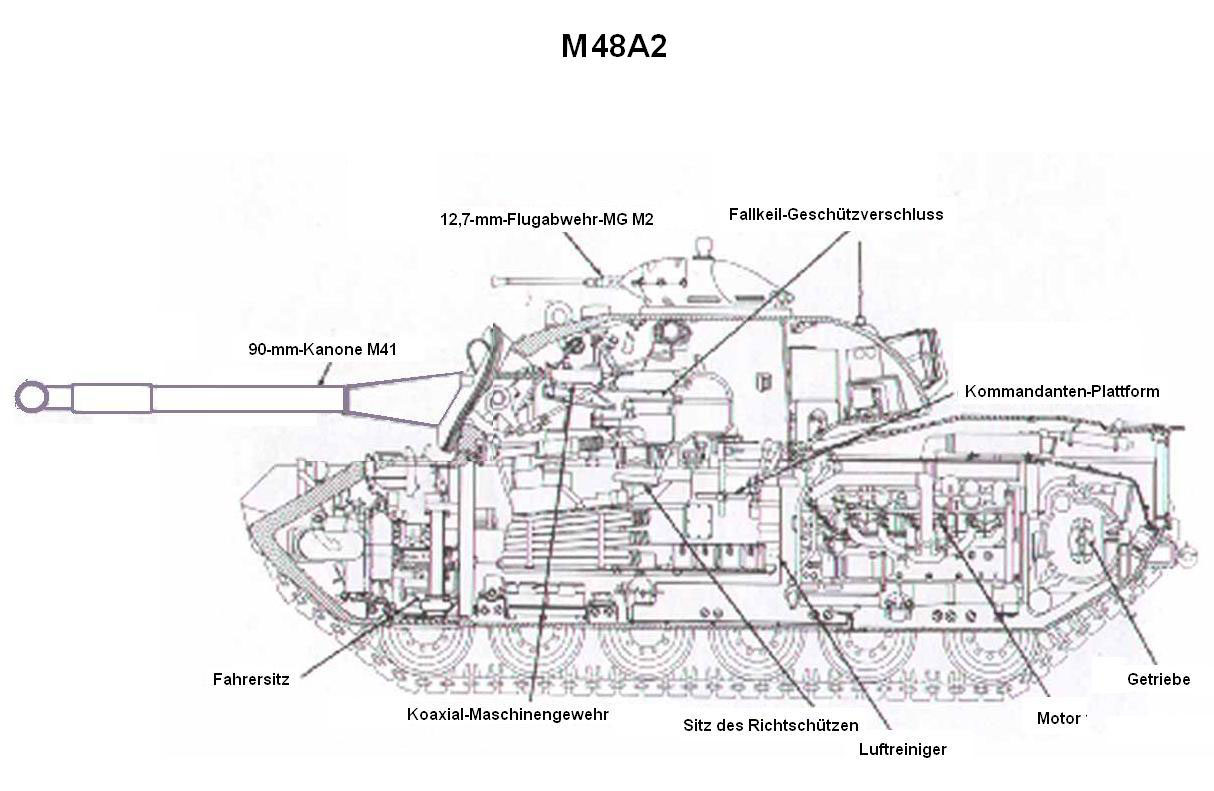
Risszeichnung des M48A2

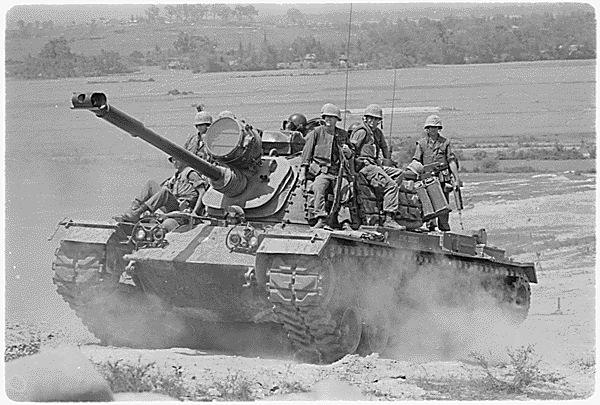
M48 mit aufgesessenen US Marines in Vietnam, 1966

Der M48 Patton ist ein Kampfpanzer der Zeit des Kalten Krieges aus US-amerikanischer Produktion. In verschiedenen Versionen wird er noch heute in einigen Staaten verwendet. Die offizielle Bezeichnung des Army Department war: M48 Medium Tank – 90 mm Gun. Benannt ist das Fahrzeug nach General George S. Patton, dem Kommandeur der Third United States Army während des Zweiten Weltkriegs und auf alliierter Seite einem der ersten Befürworter von massiven Panzereinsätzen.
In der US Army wurden die M48A5 als letzte Ausführung dieses Modells durch den M60 ersetzt; seit Mitte der 1990er Jahre sind die M48 in den Vereinigten Staaten nicht mehr im Dienst. Die zuletzt bei der Heimatschutztruppe der Bundeswehr eingesetzten M48A2C wurden ersatzlos ausgemustert, die M48A2GA2 durch den Leopard 2 ersetzt.

## Geschichte
Bereits im Jahre 1947 forderte das US-Militär eine längerfristige Lösung für die Beschaffung eines Kampfpanzers der 30-Tonnen-Klasse mit einer 90-mm-Kanone. Die seit 1944/45 im Einsatz stehenden Kampfpanzer M26 Pershing sowie das Nachfolgemodell M46 entsprachen wegen ihrer geringen Motorleistung und ihrer sonstigen Schwächen nicht mehr den Anforderungen. Die ab 1951 hergestellten Kampfpanzer vom Typ M47 waren von Anfang an nur als Zwischenlösung betrachtet worden. Unmittelbar nach dem Produktionsbeginn für den M47 begannen bereits im Oktober 1951 im Arsenal von Detroit die Entwicklungsarbeiten für einen Nachfolger. Im Dezember des gleichen Jahres erhielt Chrysler den Auftrag zum Bau von sechs Prototypen mit der Bezeichnung T48. Noch bevor Chrysler die Prototypen fertig hatte, erging bereits der Auftrag für die ersten Baulose (zunächst ebenfalls an Chrysler), dem im Jahr darauf weitere Aufträge an die Firmen Ford Motor Company und Fisher Body Division (eine Tochter von General Motors) folgten. Die Auslieferung des nunmehr M48 genannten Fahrzeugs begann im Jahre 1952.
1954 erfolgte die Vergabe eines weiteren Bauloses an Chrysler.
Den Bauauftrag für den M48A2 erhielt im Jahre 1955 das Unternehmen Alco Products in Schenectady (New York). Der Stückpreis betrug zu diesem Zeitpunkt 250.000 US-Dollar, womit er um 35.000 US-Dollar teurer war als sein Nachfolger M60 fünfzehn Jahre später.
1960 bemängelte eine Kontrollkommission inzwischen festgestellte gravierende Fehler an dem Fahrzeug, die nicht erkannt worden waren, da kein Truppenversuch stattgefunden hatte.
1975 wurde mit der Kampfwertsteigerung von 500 M48A3 zu M48A5 begonnen. Diese Fahrzeuge waren ausschließlich für die Nationalgarde bestimmt und wurden auch nur dort eingesetzt. Insgesamt wurden 2067 Panzer zur Version A5 umgerüstet. Diese Aktion war 1980 beendet.
Von 1952 bis 1959 (nach anderen Angaben in den Jahren 1952 bis 1960) wurden fast 12.000 Stück aller Varianten gebaut. Die Modelle M48 / M48A1 / M48C / M48A2 / M48A2C verwendeten einen Benzinmotor, dessen ausgesprochen hoher Kraftstoffverbrauch (im günstigsten Fall 6 Liter pro Kilometer) für einen nicht zufriedenstellenden Fahrbereich sorgte. Bereits 1959 begann die Entwicklung eines Dieselmotors, der ab 1963 in die M48A3-Modelle (Umbauten verschiedener älterer M48-Typen) eingebaut wurde.
Viele Staaten bestellten die Fahrzeuge für ihre Panzertruppen, darunter auch Deutschland (ab 1956), Israel, Pakistan, Spanien, Taiwan und die Türkei.

## Besatzung
Die Besatzung des M48 bestand (wie bei den meisten Kampfpanzern bis zur Einführung der Ladeautomatik) aus vier Soldaten: dem Kommandanten, dem Fahrer, dem Richtschützen und dem Ladeschützen. Der Kommandant saß rechts im Turm unter der drehbaren Kuppel, der Richtschütze saß vor und unter ihm. Der Ladeschütze befand sich auf der linken Seite des Turms. Der Fahrer saß vorne mittig in der Wanne des Panzers. Die im Turm untergebrachten Soldaten verfügten über zwei Luken; dem Fahrer stand eine eigene Luke in der Wanne zur Verfügung. Daneben gab es eine Notausstiegsluke im Boden der Wanne.

## Technik

### Bewaffnung und Munition
Der M48 führte die 90-mm-Zugrohrkanone M41 mit einem Höhenrichtbereich von –9° bis +19° und einen Seitenrichtbereich von 360°. Das Rohr verfügte über einen Rauchabsauger und eine Mündungsbremse, die in zwei Versionen vorhanden war (Y- und T-Version). Der Verschluss bestand aus einem Fallblockverschluss mit rechts liegendem Öffnungshebel und war nicht mit einem Hülsenfangsack ausgestattet.
Als Sekundärbewaffnung diente ein 12,7-mm-Maschinengewehr M2 in einer Lafette außerhalb der Kommandantenkuppel (Modell M48 und M48C). Es konnte zur Bekämpfung von leicht gepanzerten Zielen und zur Fliegerabwehr eingesetzt werden. Links neben der Hauptwaffe befand sich das koaxiale Maschinengewehr M1919, Kaliber 7,62 mm.
Als Munition konnte verschossen werden:
- APDS-T/Leuchtspur (Armour Piercing Discarding Sabot – Tracer)
- HEP-T (Quetschkopfmunition/Leuchtspur – High Explosive Plastic – Tracer)
- APERS (Explosivgeschoss – Antipersonnel)[A 1]

Die Kampfbeladung bestand aus 60 Patronen. Die Bereitschaftsmunition (insgesamt 20 Patronen) war zu acht Patronen in einem Munitionsmagazin in der linken hinteren Turmseite und zu zwölf Patronen im Turmdrehkranz neben dem Ladeschützen untergebracht. In der rechten hinteren Turmseite war das Funkgerät montiert. Das Hauptmagazin befand sich links neben dem Fahrer in der Panzerwanne und war vom Ladeschützen nur in der Turmstellung Seitenrichtbereich 12 Uhr bis 7 Uhr erreichbar. Die Munition war nicht durch ein Schott vom Kampfraum getrennt.
Die Patronen für das 12,7-mm-MG waren in Staukästen auf dem Turmboden unter dem Verschlussblock untergebracht. Für die 7,62-mm-Munition gab es ein großes, der Krümmung angepasstes Magazin an der linken Turmwand über dem Drehkranz.

### Panzerung
| Wanne                 |               |                 |     | Turm       |        |                 |     |
| --------------------- | ------------- | --------------- | --- | ---------- | ------ | --------------- | --- |
| Wanne, Front, oben:   | 110 mm        | Neigungswinkel: | 60° | Blende     | 110 mm | Neigungswinkel: | 30° |
| Wanne, Front, unten:  | 61 bis 100 mm | Neigungswinkel: | 53° | Front:     | 180 mm | Neigungswinkel: | 0°  |
| Wanne, vorn, Seite:   | 76 mm         | Neigungswinkel: | 0°  | Seiten:    | 76 mm  | Neigungswinkel: | 0°  |
| Wanne, hinten, Seite: | 51 mm         | Neigungswinkel: | 0°  | Turmheck:  | 51 mm  | Neigungswinkel: | 0°  |
| Heck, unten:          | 25 mm         | Neigungswinkel: | 60° | Turmdecke: | 13 mm  | Neigungswinkel: | 0°  |
| Heck, oben:           | 35,1 mm       | Neigungswinkel: | 30° |            |        |                 |     |
| Wannenboden, vorn:    | 38 mm         | Neigungswinkel: | 90° |            |        |                 |     |
| Wannenboden, Mitte:   | 31,8 mm       | Neigungswinkel: | 90° |            |        |                 |     |
| Wannenboden, hinten:  | 13 mm         | Neigungswinkel: | 90° |            |        |                 |     |

### Antrieb und Fahrwerk
| Motor:                    | luftgekühlter V12-Ottomotor (Viertakt) Continental AV-1790-5C, -7, -7B, oder -7C       | luftgekühlter V12-Ottomotor (Viertakt) Continental AV-1790-5C, -7, -7B, oder -7C       | luftgekühlter V12-Ottomotor (Viertakt) Continental AV-1790-5C, -7, -7B, oder -7C       | luftgekühlter V12-Ottomotor (Viertakt) Continental AV-1790-5C, -7, -7B, oder -7C       | luftgekühlter V12-Ottomotor (Viertakt) Continental AV-1790-5C, -7, -7B, oder -7C       |
| Hubraum:                  | 1791,7 Kubikzoll (29,4 Liter)                                                          | 1791,7 Kubikzoll (29,4 Liter)                                                          | 1791,7 Kubikzoll (29,4 Liter)                                                          | 1791,7 Kubikzoll (29,4 Liter)                                                          | 1791,7 Kubikzoll (29,4 Liter)                                                          |
| Leistung (brutto SAE-HP): | 604 kW (821 PS) bzw. (810 hp) bei 2800 min−1                                           | 604 kW (821 PS) bzw. (810 hp) bei 2800 min−1                                           | 604 kW (821 PS) bzw. (810 hp) bei 2800 min−1                                           | 604 kW (821 PS) bzw. (810 hp) bei 2800 min−1                                           | 604 kW (821 PS) bzw. (810 hp) bei 2800 min−1                                           |
| Leistung (netto SAE-HP):  | AV-1790-5C: 485 kW (660 PS) bei 2400 min−1, AV-1790-7C: 515 kW (700 PS) bei 2800 min−1 | AV-1790-5C: 485 kW (660 PS) bei 2400 min−1, AV-1790-7C: 515 kW (700 PS) bei 2800 min−1 | AV-1790-5C: 485 kW (660 PS) bei 2400 min−1, AV-1790-7C: 515 kW (700 PS) bei 2800 min−1 | AV-1790-5C: 485 kW (660 PS) bei 2400 min−1, AV-1790-7C: 515 kW (700 PS) bei 2800 min−1 | AV-1790-5C: 485 kW (660 PS) bei 2400 min−1, AV-1790-7C: 515 kW (700 PS) bei 2800 min−1 |
| Getriebe:                 | Allison CD-850-4A oder -4B, 2 Vorwärtsgänge, 1 Rückwärtsgang                           | Tankinhalt:                                                                            | 757 Liter                                                                              | Laufrollen:                                                                            | 6 Doppellaufrollen                                                                     |
| Steuerung:                | Mechanisch über Steuerrad, einstufiger Lenkradius                                      | Bremse:                                                                                | Mehrscheiben                                                                           | Kettenstützrollen:                                                                     | 5 Doppelrollen                                                                         |
| Stoßdämpfer:              | je 2 an den vorderen und 1 an der hintersten Laufrolle                                 | Antriebsrad:                                                                           | 11 Zähne/Heckantrieb                                                                   | Federung:                                                                              | Drehstab                                                                               |
| Kette T96:                | Gummiunterlegte Gefechts-Verbinderkette mit Mittelführungszähnen                       | Kettenbreite:                                                                          | 71 cm                                                                                  | Kettenglieder:                                                                         | 79                                                                                     |
|                           |                                                                                        |                                                                                        |                                                                                        | Auflagelänge:                                                                          | 4,01 m                                                                                 |
| Kette T97:                | Gummigepolsterte Verbinderkette mit Mittelführungszähnen                               | Kettenbreite:                                                                          | 71 cm                                                                                  | Kettenglieder:                                                                         | 79                                                                                     |
|                           |                                                                                        |                                                                                        |                                                                                        | Auflagelänge:                                                                          | 4,01 m                                                                                 |
| Geschwindigkeit:          | 45 km/h max.                                                                           | Grabenüberschreit fähigkeit:                                                           | 2,59 m                                                                                 | Maximale Querneigung:                                                                  | 40 %                                                                                   |
| Steigfähigkeit:           | 60 %                                                                                   | Kletterfähigkeit:                                                                      | 0,91 m                                                                                 | Wendekreis:                                                                            | Wenden um die Hochachse                                                                |
| Wattiefe:                 | 1,20 m                                                                                 | Reichweite pro Tankfüllung:                                                            | ca. 120 km (max.)                                                                      | Kegelstumpf federn:                                                                    | je Seite 2 vorn 1 hinten                                                               |

Wanne und Turm bestanden aus gegossenem Panzerstahl. Das 12,7-mm-Fla-MG (Browning M2HB) befand sich außerhalb der Kommandantenkuppel. Die gummigepolsterte Verbinderkette T97 lief um sechs Laufrollen und fünf Stützrollen. In der Regel wurde diese und nicht die Gefechtskette T96 verwendet. Zwischen dem letzten Laufrad und dem Antriebsrad befand sich die Kettenspannrolle. In den asymmetrischen Turm waren ein koaxiales Maschinengewehr Browning M1919 und ein optischer Entfernungsmesser eingebaut. Das Fahrzeug verfügte über keine Nebelmittelwurfanlage. Hinter dem Fahrer befand sich im Wannenboden eine Notausstiegsluke, die jedoch nicht immer von der Turmbesatzung erreichbar war, da sie bei einer Turmstellung im Richtbereich 10 Uhr bis 1 Uhr durch den Hydraulikblock versperrt wurde. Der Fahrer verfügte über drei, der Richtschütze über einen und der Ladeschütze über keinen Winkelspiegel. Die Sitze von Fahrer und Kommandant waren höhenverstellbar, der Sitz des Ladeschützen war in Ruhestellung durch Federvorspannung stets hochgeklappt. Rechts vor dem Fahrer waren die Heizung, eine Flasche der Feuerlöschanlage und die Armaturen für den Fahrbetrieb angebracht. Die Feuerlöschanlage bestand aus drei mit Halon gefüllten Flaschen (zwei weitere Flaschen waren neben dem Fahrer angebracht) die nur den Motorbereich abdeckten. Die Auslösung der Feuerlöschanlage erfolgte über einen Sensor, konnte jedoch auch vom Fahrer und von Personen außerhalb des Fahrzeugs per Zuggriff bedient werden. Das Fahrzeug verfügte über keine separate Feststellbremse, hierzu diente das Pedal der Fußbremse, das im niedergedrückten Zustand über ein Zahnsegment in verschiedenen Stellungen arretiert werden konnte. Zur Arretierung diente der Gangwahlschalter, der dazu in Stellung 0 ganz nach rechts gelegt werden musste. Bei Rücknahme des Gangwahlhebels in die 0-Stellung löste die Bremse automatisch. Im linken hinteren Turmbereich befand sich ein Erker mit einem großvolumigen Ventilator, der mit einem Filter ausgestattet war und bereits als ABC-Schutzanlage diente. Das Mitführen eines Zielscheinwerfers sowie die Tiefwatmöglichkeit waren nicht vorgesehen. Das Bordwerkzeug war im Gegensatz zu deutschen Panzern nicht im Turm verstaut oder an Turm und Wanne befestigt, sondern in Staukästen auf den Kettenabdeckungen untergebracht. Diese dienten einerseits dazu, im Turm Platz einzusparen und sollten andererseits der Besatzung den Zugriff auf das zum Teil recht sperrige und unhandliche z. B. Kettenspannwerkzeug erleichtern. Da sie nicht staubdicht waren, kam es nach Geländefahrten oftmals zu starken Verschmutzungen der hier untergebrachten Teile. Am Heck des Turms befand sich ein Turmkorb zur Unterbringung des Gepäcks der Besatzung, der Abdeckplane und des Tarnnetzes. Links und rechts an den Seiten des Turms waren Halter für je einen Wasserkanister zu 5 Gallonen (~ 19 Liter) befestigt. Am Wannenheck war ein wasserdichter Behälter für die Außenbordsprechanlage (Wechselsprechanlage) angebracht. Diese bestand aus einem Telefonhörer und einem etwa fünf Meter langen Spiralkabel.
Der Motor war luftgekühlt und mit Magnetzündung ausgestattet. Die beiden Ventilatoren für die Kühlluft waren hintereinander über den Zylindern angeordnet.
Einer der größten Schwachpunkte des Fahrzeuges lag in der ungenügenden Reichweite mit einer Tankfüllung, weswegen die Möglichkeit geschaffen wurde, vier Benzinfässer zu je 55 Gallonen (210 Liter) auf dem Fahrzeugheck zu befestigen und so die Reichweite auf etwa 220 Kilometer zu erhöhen.

## Technische Daten

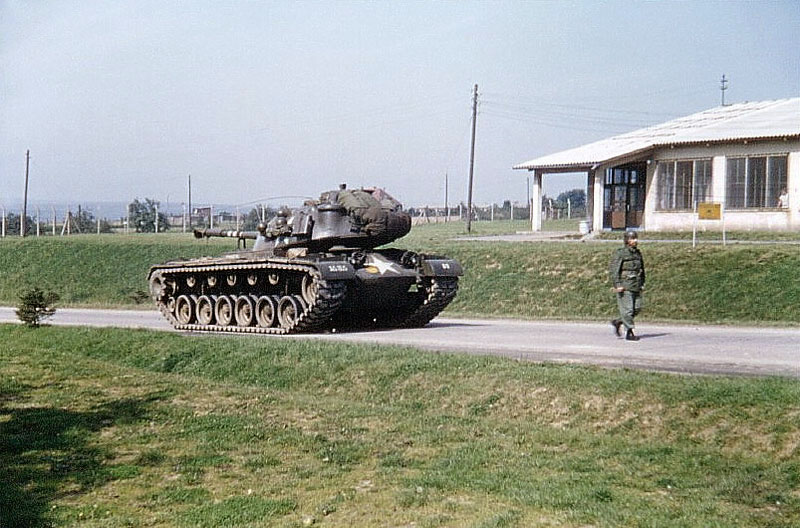
M48A1 mit Turm in Marschstellung 6 Uhr (1956)

Hersteller:
- Chrysler Corporation
- Ford Motor Company
- Fisher Tank Arsenal

| Allgemein                                |                             |                            |                       |
| ---------------------------------------- | --------------------------- | -------------------------- | --------------------- |
| Einsatzgewicht                           | 45.000 kg                   | Höhe max.                  | 3,241 m               |
| Länge der Wanne ohne Kanone:             | 6,767 m                     | Breite:                    | 3,632 m               |
| Länge gesamt mit Kanone 12-Uhr-Stellung: | 8,516 m                     | Bodenfreiheit:             | 0,419 m               |
| Freie Feuerhöhe:                         | etwa 2,0 m                  | Drehkranzdurchmesser:      | 2,16 m                |
| Bodendruck:                              | 0,788 kg/cm²                | Kanone                     | 90 mm Gun M41         |
| Kanonenmunition:                         | 60 Patronen                 | Munitionstyp:              | HESH M87              |
| Turmdrehbereich:                         | 360°                        | Elevation Hauptwaffe:      | +19° bis −9°          |
| Turmschwenkmechanismus:                  | elektro-hydraulisch/manuell | Turmdrehgeschwindigkeit:   | 14 Sekunden/5 Minuten |
| Höhenrichtmechanismus:                   | elektro-hydraulisch/manuell | Höhenrichtgeschwindigkeit: | 4 s / 15 s            |
| Flugabwehr-Maschinengewehr:              | Browning M2HB 12,7 mm       | Munitionsvorrat:           | 500 Patronen          |
| Seitenrichtbereich:                      | manuell 360°                | Höhenrichtbereich:         | individuell           |
| Koaxial-Maschinengewehr:                 | M1919A4E1 7,62 mm           | Munitionsvorrat:           | 5900 Patronen         |
| Entfernungsmesser:                       | Raumbild T46E1              | Basis:                     | 1,8 m                 |

## Varianten

### M48C
Baugleich dem M48, jedoch aus Baustahl hergestellt und nur für Schulungszwecke verwendet. Gesamte Fertigungsrate: 120 Fahrzeuge.

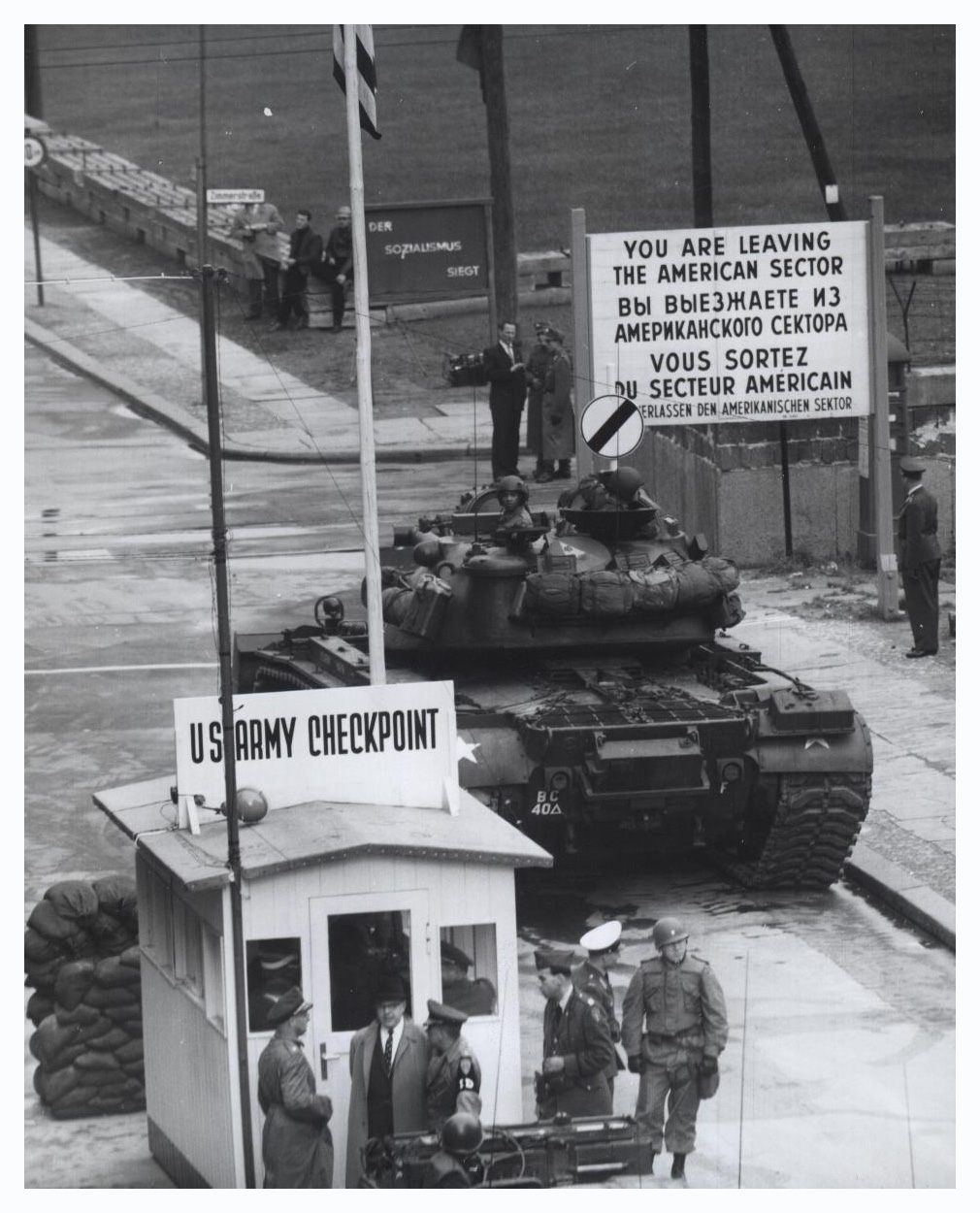
Heckansicht eines M48A1 1961 in West-Berlin (erkennbar am fehlenden Auspuffgrill und der abgerundeten Kettenabdeckung). Das Fahrzeug ist mit dem Räumschild M8A1 (Bulldozer, Earth Moving, Tank Mounting M8) ausgestattet.

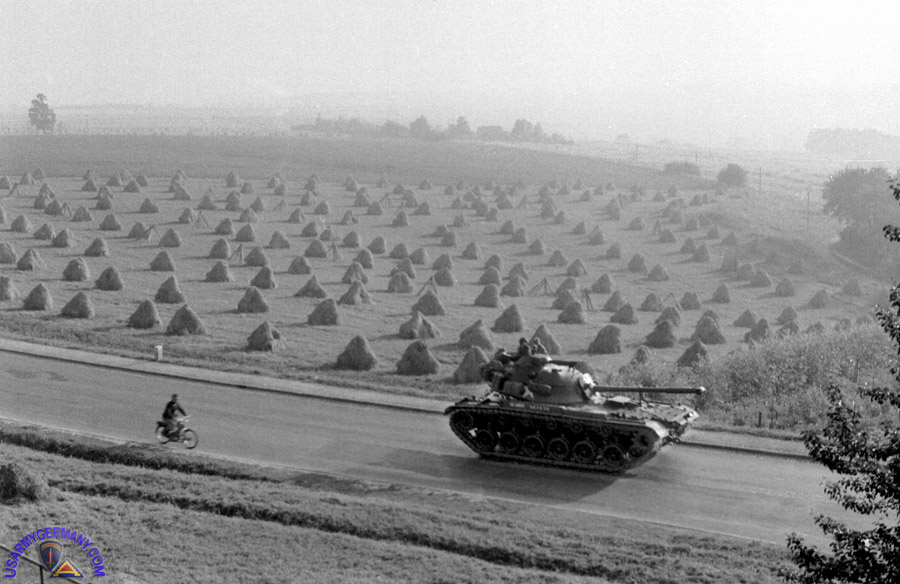
M48A1 auf einer Landstraße bei Ulm

### M48A1
Hersteller:
- Chrysler Corporation
- Ford Motor Company
- Fisher Tank Arsenal

| Veränderungen gegenüber M48              |                                    |
| ---------------------------------------- | ---------------------------------- |
| Einsatzgewicht                           | 47.200 kg                          |
| Höhe max.                                | 3,08 m                             |
| Länge der Wanne ohne Kanone:             | 6,96 m                             |
| Länge gesamt mit Kanone 12-Uhr-Stellung: | 8,8 m                              |
| Bodendruck:                              | 0,830 kg/cm²                       |
| Flugabwehr-Maschinengewehr:              | Browning M2HB 12,7 mm in M1-Kuppel |
| Höhenrichtbereich:                       | −10° bis +60°                      |
| Seitenrichtbereich:                      | 360°                               |
| Infrarot-Fahrgerät:                      | T41                                |

Der M48A1 hatte eine größere Fahrerluke, die über einen Schacht zur Aufnahme des Infrarot-Nachtsichtgeräts verfügte. Für Fahrten unter Infrarot waren die beiden linken der Doppel-Scheinwerfer als IR-Scheinwerfer mit einer Filterscheibe versehen. Die bisherige Kommandantenluke auf dem Turm wurde durch die Kuppel M1 ersetzt. Diese war mit vier Sichtblöcken ausgestattet und zur Aufnahme des bisher an einer Lafette befestigten 12,7-mm-Maschinengewehrs ausgeführt. Im Scheitelpunkt der Kuppel befand sich ein um 360° drehbares Periskop. Bedingt durch die Größe der Munitionskiste für das Maschinengewehr war der Platz in der Kuppel stark eingeengt.

### M48A2
Fertigung ab 1956
Hersteller:
- ALCO Products, Inc.
- Chrysler Corporation

| Veränderungen gegenüber M48A1 |                    |
| ----------------------------- | ------------------ |
| Einsatzgewicht                | 47.600 kg          |
| Entfernungsmesser             | Stereoscopic M13A1 |
| Nachtsichtfahrgerät:          | M24                |
| Kraftstofftanks:              | 1270 Liter         |
| Fahrbereich:                  | ~260 km            |
| Hilfsmotor                    | 250 cm³            |
| Gefertigte Exemplare:         | 2328               |

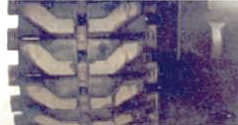
Gummigepolsterte Verbinderkette T97

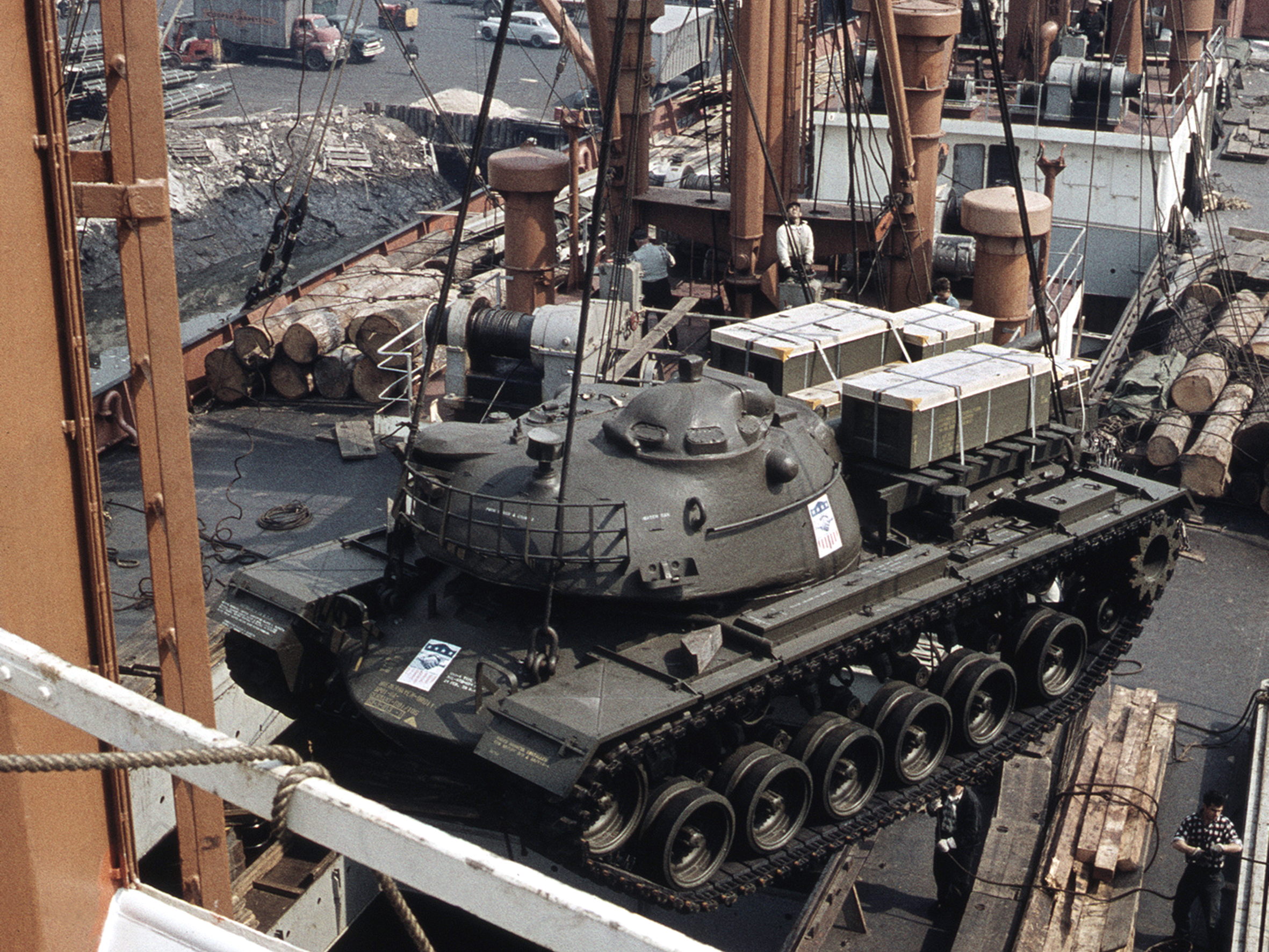
Verladen von M48 A2 in New York. Die Aufkleber auf dem Bug und der Turmseite weisen darauf hin, dass das Fahrzeug an eine befreundete Nation abgegeben wird – hier wahrscheinlich an die Bundeswehr.

Der M48A2 erhielt eine effizientere Einspritz-Version des Continental-V12-Motors. Dieser war kompakter geworden, womit gleichzeitig Platz für größere Kraftstofftanks geschaffen werden konnte. Die Reichweite des Fahrzeuges erhöhte sich dadurch auf mehr als das Doppelte.
Die Abgasführung wurde verändert. In die Rückwand der Wanne wurden Durchlässe eingebaut (radiator grilles), durch die die Abgase und die Motorkühlluft abgeführt wurden. Dies war nötig geworden, um den Kühlluftdurchfluss zu erhöhen. Diese Durchlässe nahmen die gesamte Rückwand der Wanne ein. Sie waren an Scharnieren befestigt und mussten zum Ausbau des Triebwerks wie Türen aufgeklappt werden. Durch die Verwirbelung der Kühlluft mit dem Abgasstrom wurde dieser abgekühlt, was wiederum die Infraroterkennung schwieriger machte. Die Motorabdeckplatte wurde höher und bekam ein solides Mittelteil, da die Luftansauggitter an die Seiten der Abdeckplatte verlegt wurden. Der Luftdurchfluss und somit die Kühlungskapazität erhöhten sich dadurch. Die beiden Ölbad-Luftfilter wurden in den Kampfraum verlegt und dort links und rechts an der Wand zum Motorraum untergebracht. Dies erleichterte die Wartung erheblich.
Das Fahrwerk erfuhr Verbesserungen, da sich bei den bisherigen Versionen Mängel bemerkbar gemacht hatten. Das Kettenspannrad wurde verbessert, außerdem wurde eine verstärkte Kegelstumpffeder am Endanschlag der vordersten Laufrolle angebracht. Die zweite und vierte Kettenstützrolle wurden entfernt. Der Fahrer erhielt ein größeres Steuerrad, außerdem wurde der Schalthebel aus der bisherigen Position vor dem Lenkrad nach rechts neben das Gaspedal verlegt. Die Abgasführung der Heizung wurde um ein Rohr reduziert, sodass der Panzer nur noch über ein Abgasrohr statt der bisherigen zwei verfügte. Dieses führte von der Wanne links neben der Fahrerluke bis zur Kettenabdeckung. Die Kettenabdeckung erhielt statt der abgerundeten Enden an Bug und Heck nunmehr einen Knick mit einer Schräge.
Der Feuerleitrechner und die Turmkontrollanlage wurden verbessert.
Das Fahrzeug war mit einem vom Fahrer elektrisch zu startenden 250-cm³-Hilfsmotor für Batterieladung und Heizungsbetrieb ausgestattet. Durch den Hilfsmotor konnte die Anzahl der Batterien auf vier beschränkt werden. Diese befanden sich unter den Bodenplatten des Turms. Für den Fall einer völligen Batterieentladung konnte dieser Hilfsmotor von Hand gestartet werden. Dazu befand sich auf der rechten Kettenabdeckung ein in einem Rohr laufender Seilzug, der am Ende mit einem Gummiknebel ausgestattet war.

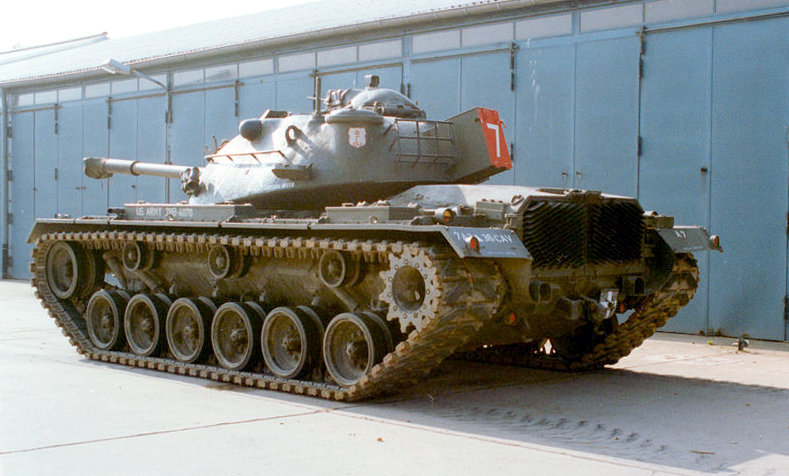
M48 A2C, vormals Y-166 815 kommt wieder mit US-Kennzeichen versehen in ein Museum (1992)

### M48A2C
Hersteller:
- ALCO Products, Inc.
- Detroit Tank Arsenal

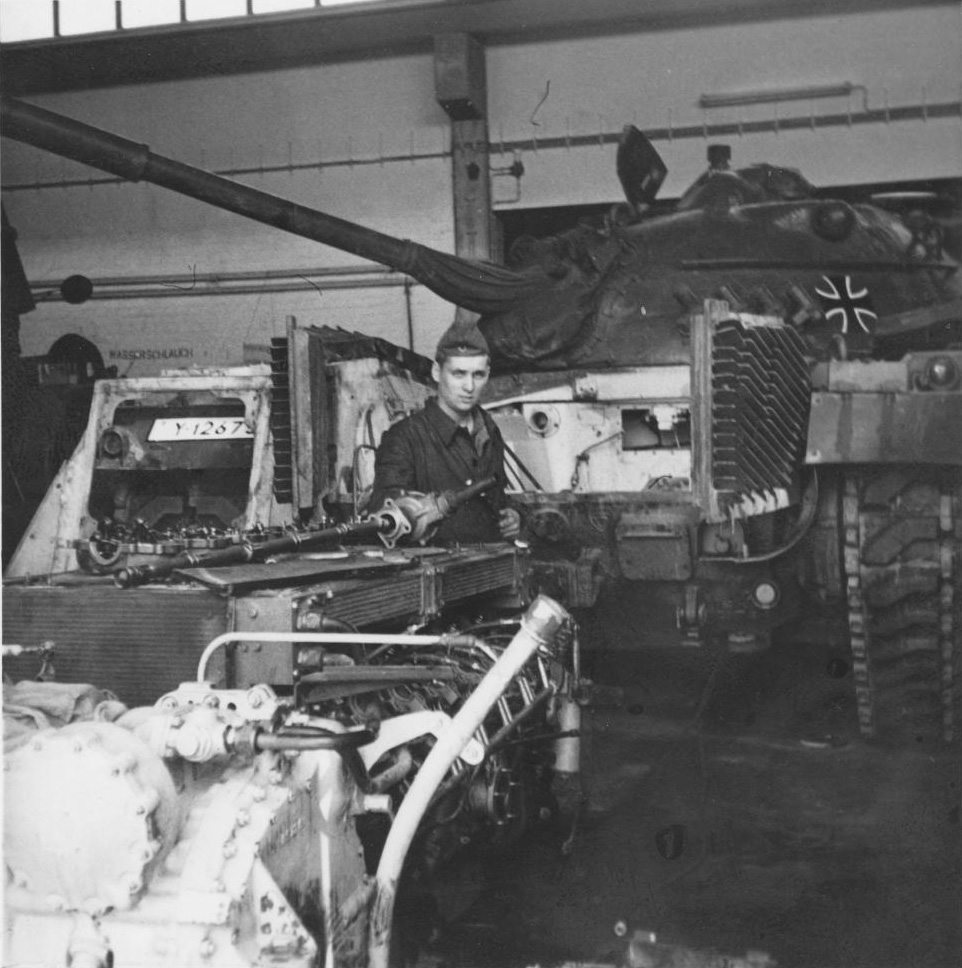
M48A2C in der Instandsetzung

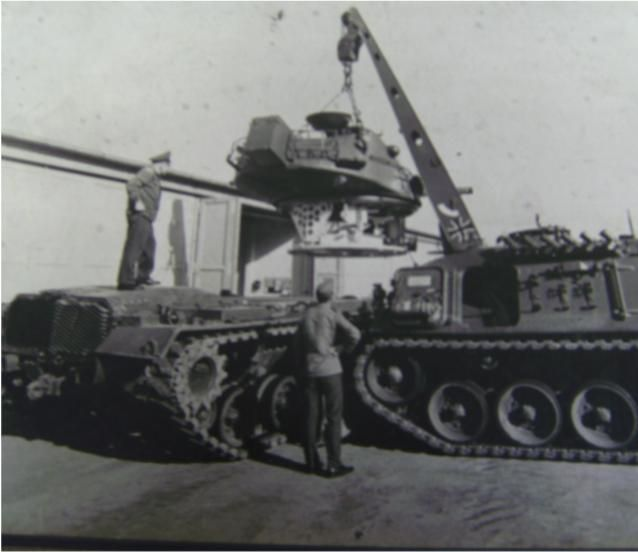
Ziehen des Turms mit dem Bpz 2

Das Modell M48A2C war im Wesentlichen baugleich mit dem M48A2, es wurden nur Detailänderungen vorgenommen.
Die Kommandantenkuppel und die Höhenrichtung des Maschinengewehrs wurden über Handkurbeln betätigt, die über ein Zahnrad auf einen Zahnkranz bzw. ein Zahnsegment eingriffen. Der Abzug des Maschinengewehrs erfolgte elektro-mechanisch, dazu musste mit dem Daumen ein sich an der Höhenrichtkurbel befindlicher Knopf gedrückt werden, der über einen Elektroimpuls einen Magneten ansprach, durch den der Abzug betätigt wurde.
Der Abzug des koaxialen Maschinengewehrs wurde rein mechanisch betätigt. Dazu musste ein Pedal gedrückt werden, das über einen Bowdenzug auf den Abzug wirkte.
Das separate Kettenspannrad zwischen der letzten Laufrolle und dem Antriebsrad fiel weg, die Kette wurde von nun an über die Umlenkrolle gespannt. Der Feuerleitrechner wurde modifiziert und die Anzahl der zu verwendeten Munitionsarten dadurch erhöht.
- APDS-T/Leuchtspur Armour Piercing Discarding Sabot – Tracer
- HEP-T[6]Quetschkopfmunition/Leuchtspur: High Explosive Plastic – Tracer
- APERS Explosivgeschoss: Antipersonnel
- HEAT High Explosive Anti Tank: Hohlladungsgeschoss
- Canister: Kartätsche
- WP Weißer Phosphor: Brandgeschoss
- HE High explosive: Sprenggeschoss, auch mit Verzögerungszünder
- AP-T Armor piercing – Tracer: Panzer(voll)geschoss/Leuchtspur

Für die Bundeswehr wurde die Version M48A2C mit dem Entfernungsmesser M17 eingeführt. Es erfolgte der Umbau der Lichtanlage gemäß der StVZO, der Umbau des koaxialen Maschinengewehrs auf MG1 bzw. MG3, die Adaptierung eines Weißlicht-Zielscheinwerfers links oberhalb der Kanone mit Staukasten am Turmheck, die Anbringung der deutschen Nebelmittelwurfanlage am Turm sowie der Einbau des Funkgerätes SEM 35. Das Maschinengewehr M2 wurde beibehalten. Später erfolgte noch der Austausch der Infrarot-Anlage gegen Restlichtverstärker, im Jargon Biv-Gerät genannt. Die Fahrzeuge waren bei der Bundeswehr sofort nach ihrer Ankunft aus den Vereinigten Staaten eingesetzt worden. Die Umrüstungen erfolgten dann schrittweise. Versuche in den 1980er-Jahren, das Gerät mit Minenräumrollen israelischer Fertigung auszustatten, wurden aufgegeben.

### M48A3
Fertigung ab 1967
Hersteller:
Bowen-McLaughlin-York, Inc.
| Veränderungen gegenüber M48A2C  |                                                                           |
| ------------------------------- | ------------------------------------------------------------------------- |
| Einsatzgewicht                  | 48.500 kg                                                                 |
| Bodendruck                      | 0,852 kg/cm²                                                              |
| Höhe:                           | 3,31 m                                                                    |
| Koaxiales Maschinengewehr:      | M73 7,62 mm                                                               |
| Entfernungsmesser:              | M17A1                                                                     |
| Infrarot-Fahrgerät:             | M24                                                                       |
| Motor:                          | Continental AVDS-1790-2A; 90°-12-Zylinder, 4-Takt, Diesel                 |
| Leistung (SAE-HP brutto/netto): | 559 kW (750 hp/760 PS) bei 2400/min / 479 kW (643 hp/651 PS) bei 2400/min |
| Drehmoment:                     | 2135 Nm bei 1710/min                                                      |
| Kraftstofftank:                 | 1460 Liter                                                                |
| Getriebe:                       | General Motors CD-850-6A                                                  |
| Kette:                          | Gummigepolsterte Verbinderkette M97E2                                     |
| Reichweite:                     | ~480 km                                                                   |

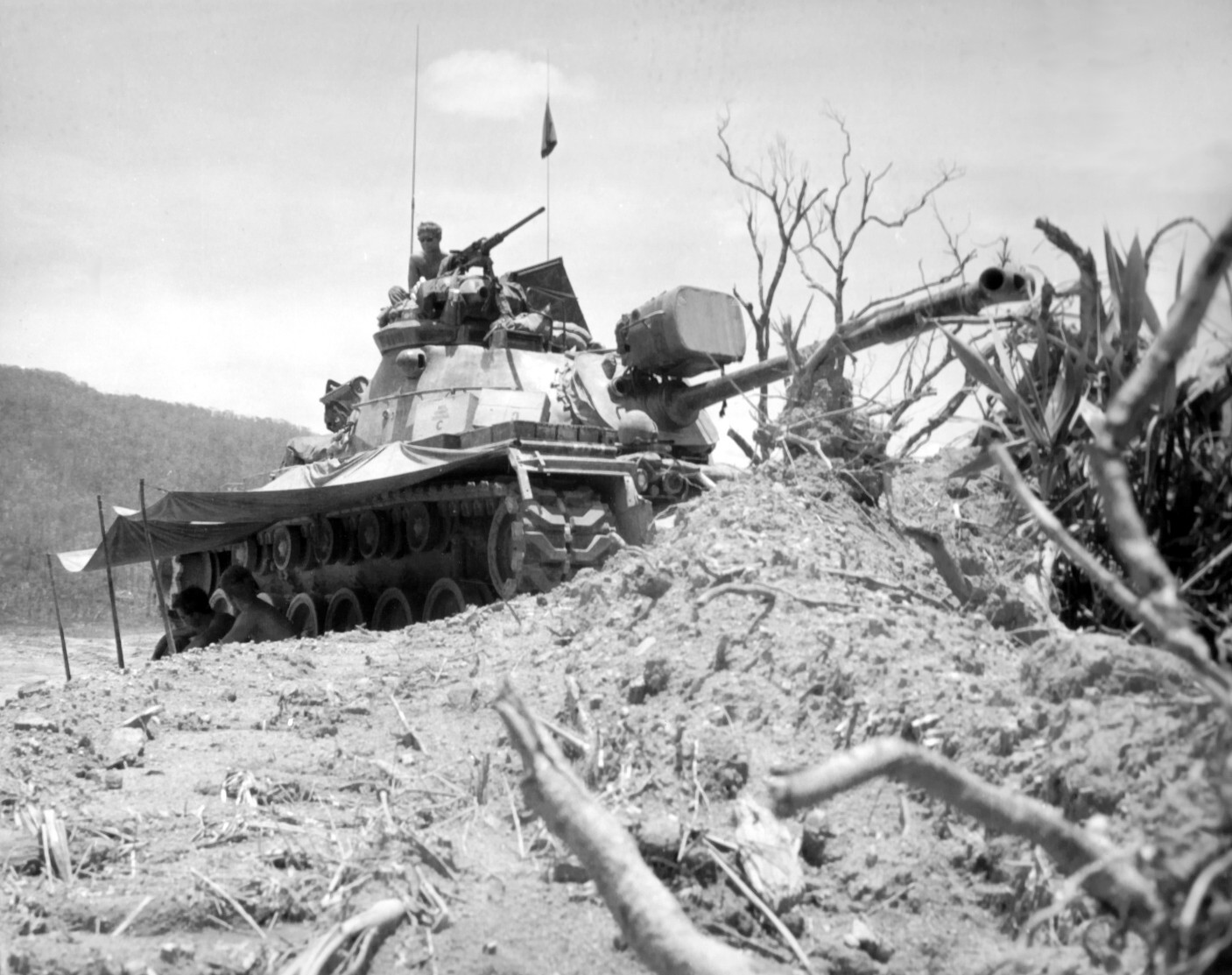
M48A3 in Vietnam. Das Flugabwehr-MG befindet sich nicht in seiner Blende, sondern wurde auf der Kuppel montiert.

Das Fahrzeug wurde ursprünglich speziell für die südvietnamesische Armee produziert, wenn sie auch nachweislich – zumindest teilweise – von den US-Streitkräften verwendet wurden. Es handelte sich um keine Neubauten, sondern um umgerüstete M48A1. Diese wurden mit einem Dieselmotor versehen, um Kraftstoff zu sparen und die Brandgefahr eines mit Benzin betriebenen Fahrzeuges zu verringern. Im Heck wurde die Abgasanlage M60 eingebaut und die Ölbad-Luftfilter durch Trockenluftfilter ersetzt. Der Hilfsmotor wurde entfernt, da er nicht mehr benötigt wurde; die Tankkapazität wurde erhöht und übertraf sogar noch die des M48A2, da der Platz des Hilfsmotors dafür ebenfalls noch genutzt werden konnte.
Die Feuerleitanlage wurde modifiziert und die Munitionskiste für das Kuppel-MG um die Hälfte auf 50 Patronen verkleinert. Trotzdem musste der Panzerkommandant immer noch mit äußerst beengten Verhältnissen zurechtkommen.
Auf Wunsch der Südvietnamesen wurde zwischen Kommandantenkuppel und Turmdach ein zusätzlicher Ring aus Sichtblöcken eingefügt. Dieser war großzügiger dimensioniert als die Sichtblöcke in der Kommandantenkuppel darüber und sollte im Dschungeleinsatz einen besseren Überblick ermöglichen. Dies erhöhte die Fahrzeugsilhouette um 13 Zentimeter. Eine Vorrichtung zur Anbringung eines Weißlicht/Infrarot-Zielscheinwerfers war auf der Kanonenblende angebracht worden, es war jedoch kein Staukasten für diesen Scheinwerfer vorhanden.
Die so umgerüsteten Fahrzeuge wurden als M48A3 (Mod A) bezeichnet. Danach wurden weitere 578 Fahrzeuge umgerüstet (Mod B), die jedoch am Heck verbessert wurden. So wurden die Abgasaustritte mit einem Rahmen verstärkt und die Heckleuchten besser vor Beschädigungen geschützt. Die Außenbordsprechanlage wurde vom Heck höher auf die rechte hintere Kettenabdeckung verlegt. Für den Fahrer wurden die Instrumente des M60 eingebaut, die Kraftstoffleitungen verlegt und die Hauptscheinwerfer abnehmbar gemacht. Die Fahrzeuge erhielten Infrarot-Zielfernrohre. Nach dem Abschluss dieser Arbeiten wurden die A-Modelle ebenfalls auf diesen Stand gebracht, so dass die Bezeichnung Mod A und Mod B danach wegfiel.

### M48A4
Man plante, die M48A3 nach der Umrüstung der Kampfpanzer M60A1 auf Kampfpanzer M60A2 mit den freigewordenen Türmen der M60A1 einer Kampfwertsteigerung zu unterziehen und dem Fahrzeug die Bezeichnung M48A4 zuzuweisen. Da sich der M60A2 als wenig brauchbar erwies und die Umrüstung alsbald eingestellt wurde, wurde das Vorhaben aufgegeben. Es blieb bei einem Versuchsmuster.

### M48A5
Fertigung ab Oktober 1975
Hersteller:
Anniston Army Depot
| Veränderungen gegenüber M48A3 |                                           |
| ----------------------------- | ----------------------------------------- |
| Kanone:                       | 105 mm M68                                |
| Munitionsvorrat:              | 54 Schuss                                 |
| Gesamtlänge:                  | 9,31 m                                    |
| Höhe:                         | 3,06 m                                    |
| Einsatzgewicht                | 49.000 kg                                 |
| Entfernungsmesser             | M17B1C                                    |
| Nachtsichtfahrgerät:          | M24                                       |
| Maschinengewehre:             | 2 × M60 auf dem Turm                      |
|                               | 1 × M219 oder M240 koaxial zur Hauptwaffe |
| Munitionsvorrat:              | 10.000 Schuss                             |
| Blendenpanzerung:             | 11 cm                                     |
| Gefertigte Exemplare:         | 2069                                      |

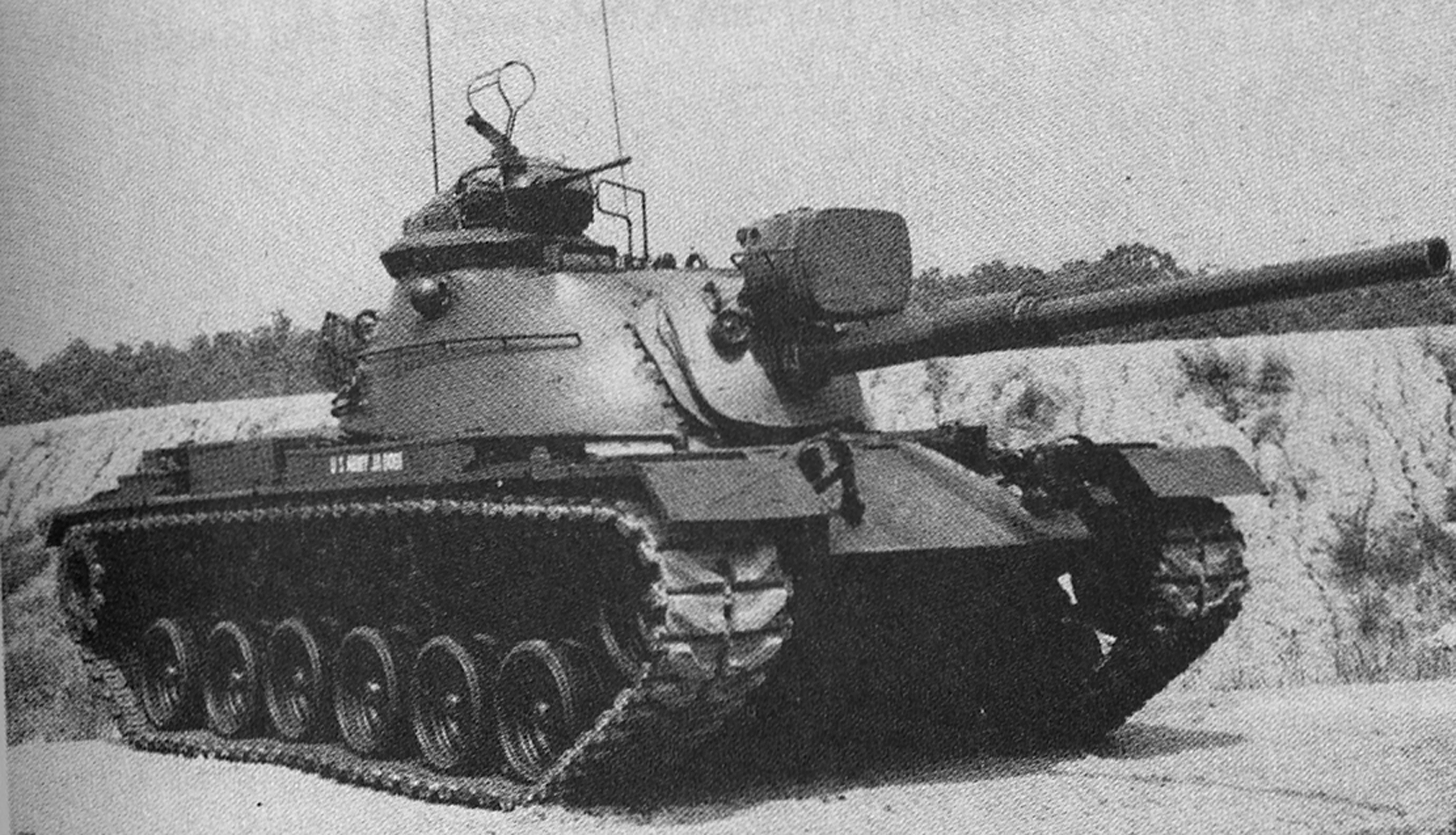
M48A5 Erste Ausführung, noch mit der Kuppel des A3

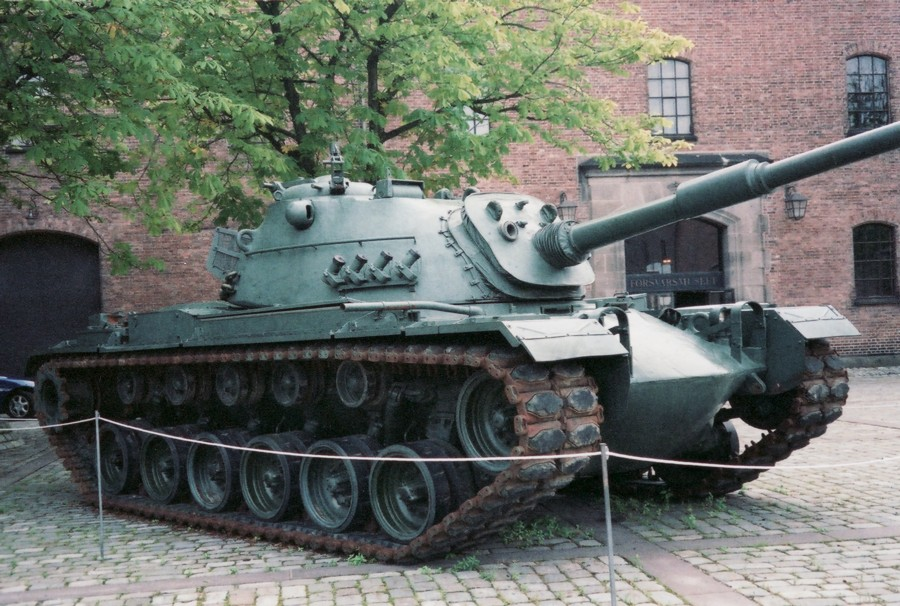
M48A5IP mit Urdan-Kuppel

Der M48A5 entstand durch Umbau aus den Modellen M48A1 und M48A3.
Die fortschreitende Unbrauchbarkeit der 90-mm-Kanonen gegenüber denen der potenziellen Gegner erforderte eine Kampfwertsteigerung des M48A3. Dazu wurde das Fahrzeug mit der Blende und der 105-mm-Kanone M68 des M60-Panzers ausgestattet. Auch ersetzten alle nur möglichen moderneren Teile des M60 die veraltete Ausstattung des M48A3. Die sehr große Kuppel M1 wurde im August 1976 durch eine israelische Version (Urdan-Modell) ersetzt. Diese war flacher und mit drei Winkelspiegeln ausgestattet. Des Weiteren hatte sie eine senkrecht arretierbare Luke, was dem Kommandanten etwas zusätzlichen Schutz gewährte.
Das schwere Flugabwehr-Maschinengewehr auf der Kommandantenkuppel wurde durch ein Maschinengewehr M60 ersetzt; des Weiteren erhielt der Ladeschütze ebenfalls eine solche Waffe auf einer Lafette. Die gesamte Munitionsausstattung der 7,62-mm-Munition erhöhte sich auf 10.000 Schuss.
Ein Teil der Fahrzeuge behielt zunächst noch die Kommandantenkuppel des A3; die Fahrzeuge, die jedoch von Anfang an mit der neuen Kuppel ausgerüstet worden waren, wurden zunächst halboffiziell als M48A5PI (M48A5 Product Improved) bezeichnet. Als jedoch alle Fahrzeuge den Endstand der Kampfwertsteigerung erreicht hatten, entfiel diese Bezeichnung wieder.
Auf einschlägigen Fotos ist das Fahrzeug mit einem aufgesetzten Zielscheinwerfer zu sehen, allerdings fehlt auch hier der Staukasten für den Scheinwerfer.

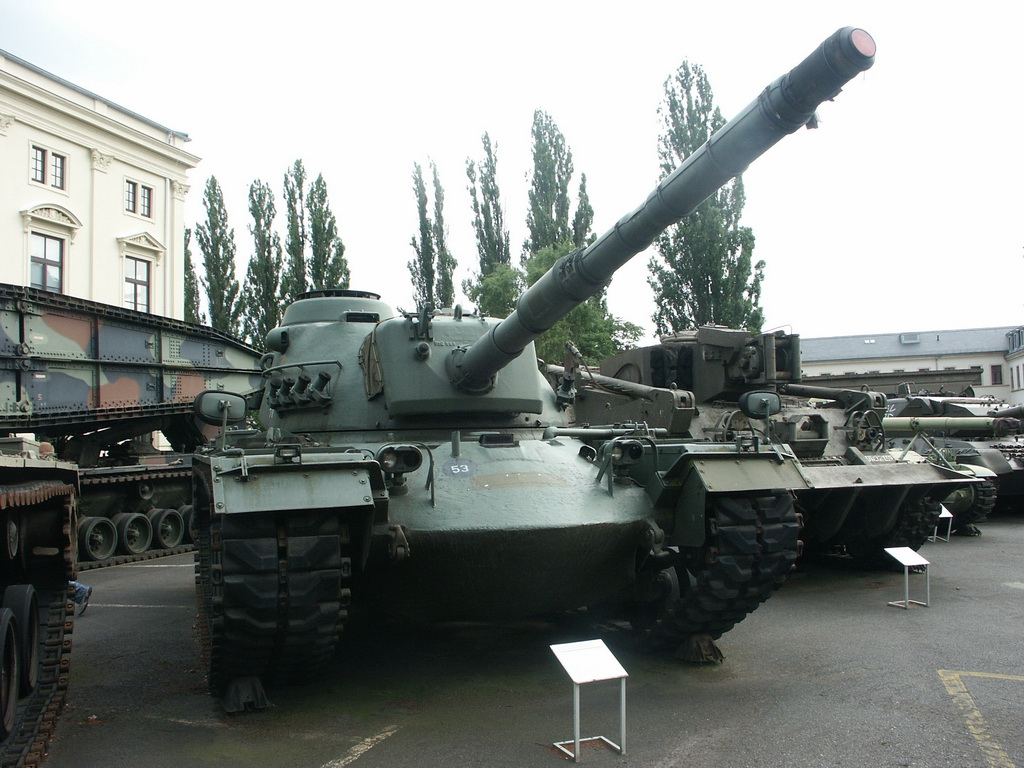
M48 A2GA2

Der M48A5E1 war ein modifizierter M48A5 mit digitalem Feuerleitrechner, Laser-Entfernungsmesser und verbessertem Nachtsichtgerät.

### M48A2GA2
Ab 1978 wurden 650 M48A2C der Bundeswehr mit der 105-mm-Kanone L7 des Kpz Leopard 1 und einer anderen Geschützblende ausgerüstet. Außerdem wurde die Kommandantenkuppel entfernt und durch den Winkelspiegelring des Brückenlegepanzers Biber ersetzt. Zur Fliegerabwehr und zur Bekämpfung von Kleinzielen diente nunmehr das Maschinengewehr MG3. Darüber hinaus wurde das Zielfernrohr zum passiven Nachtziel- und Beobachtungsgerät PZB 200 umgerüstet. Mit diesen Fahrzeugen wurden die Panzerbataillone der 2. und 4. Jägerdivision (Kassel bzw. Regensburg) und einige der teilmobilen Panzerbataillone der Heimatschutztruppe ausgestattet. Nach der Umwandlung der Jägerdivisionen in Panzergrenadierdivisionen erhielten diese ebenfalls den Kampfpanzer Leopard 2 in ihren Panzerbrigaden. Die M48A2GA2 wurden den teilmobilen und nichtaktiven Panzerbataillonen des Territorialheeres zugewiesen, wo sie neben solchen vom Typ M48A2C bis zur Auflösung dieser Verbände (etwa 1993) verwendet wurden.

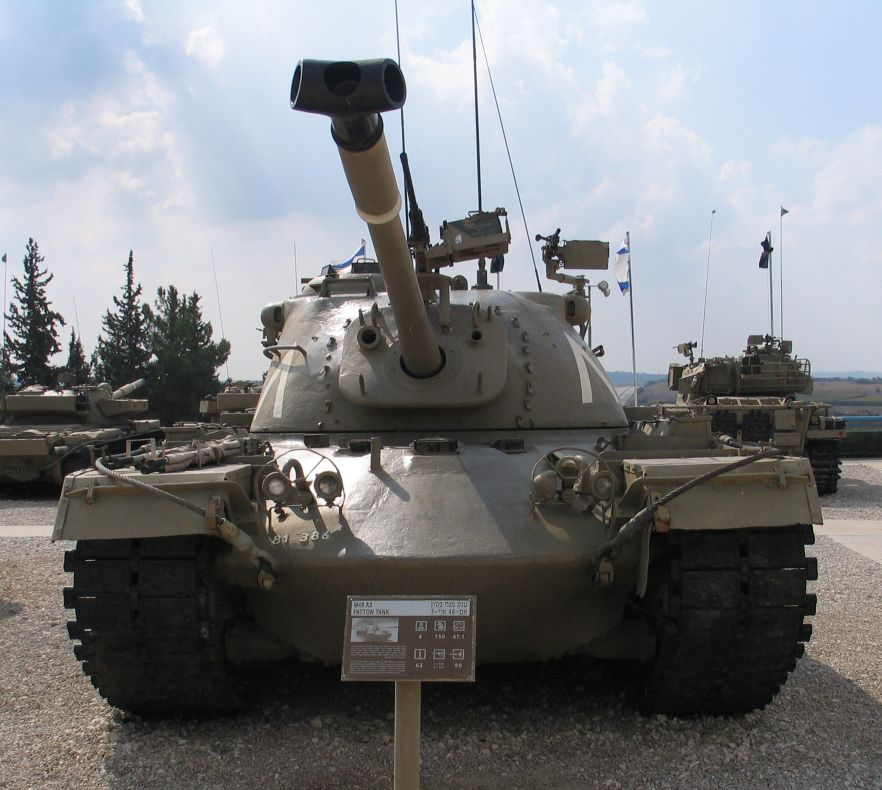
M48A3, israelische Version

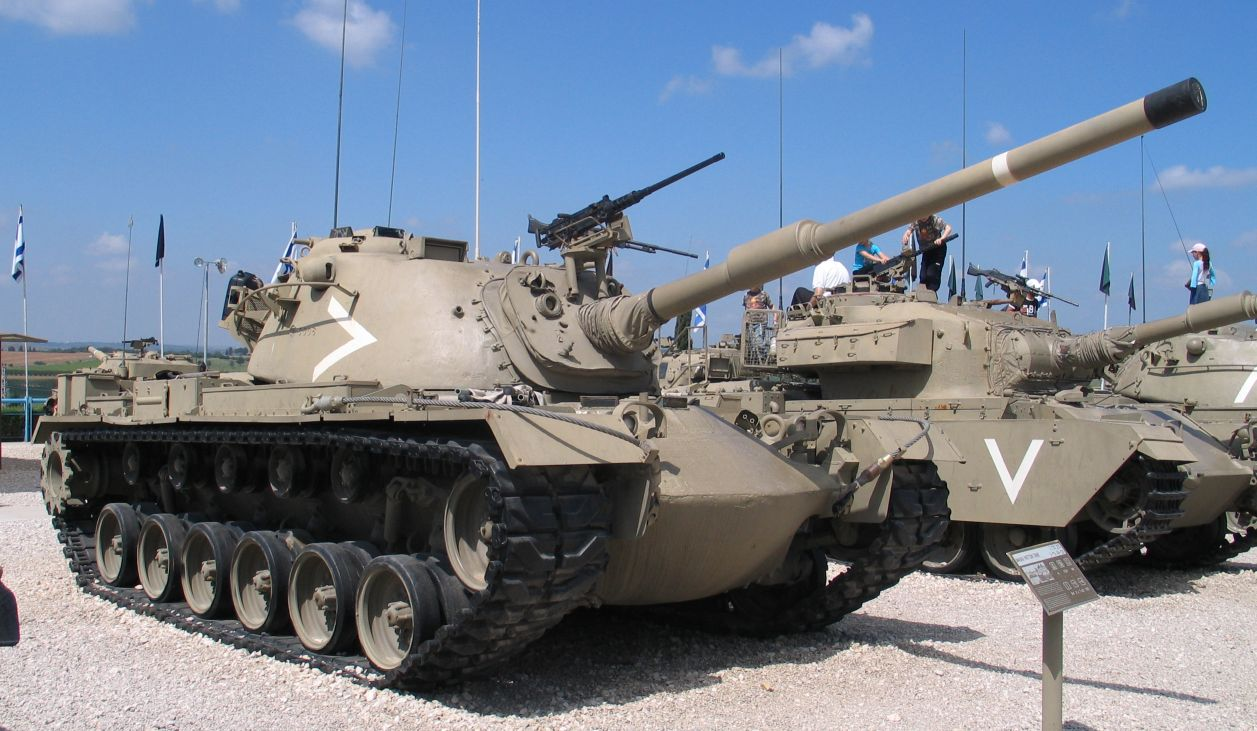
M48/105 ISR – Israelische Version des M48A1/M48A2 mit Dieselmotor und 105-mm-Kanone L7A

## Kampfwertsteigerungen anderer Länder

### Israel
M48A3 ISR und M48/105 ISR – Die israelische Armee führte ab 1970 an den von den Vereinigten Staaten gelieferten (oder auch von Jordanien erbeuteten) Panzern viele Änderungen durch, die mit dem Standard der US-Army nicht konform gingen. Es wurde viel improvisiert und auf Erfahrungswerte zurückgegriffen; auch wurde oft verwendet, was gerade zur Hand war. So wurde eine unbekannte Anzahl der M48-Wannen mit dem Turm und der 105-mm-Kanone des britischen Centurion-Panzers ausgerüstet. Dadurch verband man die höhere Feuerkraft mit dem besseren Antrieb und Laufwerk. Israel entwickelte für den M48 auch die flachere Urdan-Kuppel, die die alte M1-Kommandantenkuppel ersetzte und auch in den USA für den M48A5 verwendet wurde. Nach dem Ende des Sechstagekrieges 1967 begann die israelische Armee mit einem weiteren Modernisierungsprogramm für den Großteil der genutzten M48: sie erhielten neue Dieselmotoren und die L7-105-mm-Kanone.

### Jordanien

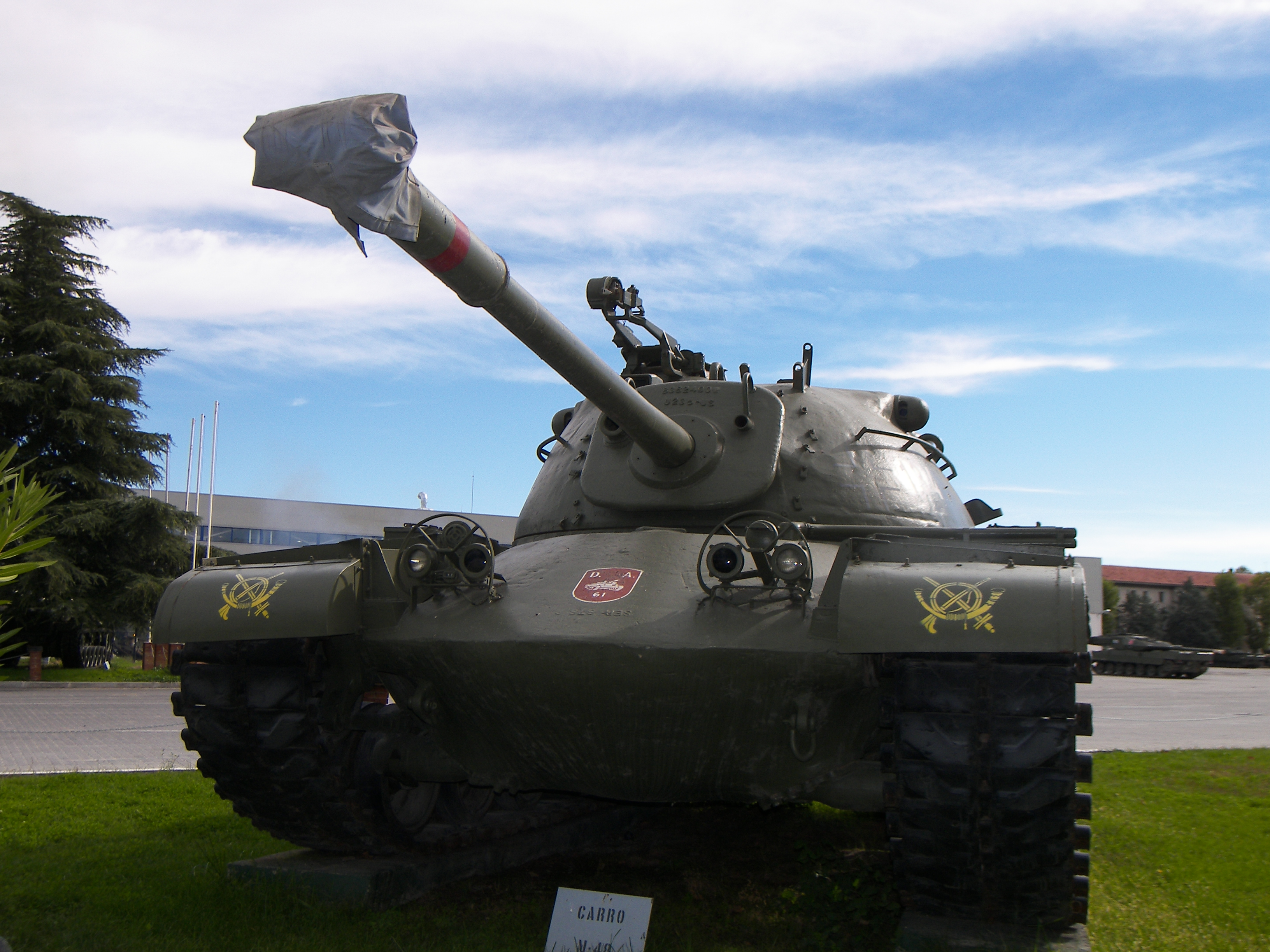
Spanischer M48

AB9B1 – Jordanische Kampfwertsteigerung mit einer 120-mm-Glattrohrkanone

### Taiwan
- M48A3 (ROC Variante) – Die meisten der hier verwendeten Fahrzeuge des Typs M48A3 wurden nicht mit einem Dieselmotor ausgerüstet.
- M48H/CM-11 Brave Tiger – Kampfwertsteigerung durch Verwendung eines M48A2-Turmes mit 105-mm-Kanone und M60A3-Wanne und Triebwerk. Verbesserung des Feuerleitsystems.
- M48A3/CM-12 Kampfwertsteigerung des M48A1/A2 mit der gleichen Waffe und dem Feuerleitsystem wie CM-11

### Griechenland
M48A5 MOLF – Einbau des Feuerleitsystems EMES-18 FCS – Bezeichnung MOLF für Modular Laser Fire Control System.

### Spanien
M48, M48A5E – M48A5-Varianten mit Laser-Entfernungsmesser.

### Südkorea
- M48A3K – Ausrüstung mit einem Dieselmotor, Auswechslung der Y-Mündungsbremse gegen das T-Modell. Die Anzahl der Kettenstützrollen wurde von drei auf fünf erhöht, das Periskop des Kommandanten wurde gegen ein koreanisches Modell ausgetauscht, ebenso die Feuerleitanlage.
- M48A5K – Kampfwertsteigerung durch den Einbau der 105-mm-Kanone KM68. Anbringung von Seitenschürzen und Austausch der Feuerleitanlage gegen das Laser Tank Fire Control System (LTFCS).

### Türkei
- M48A5T1 – Türkische Kampfwertsteigerung der vorhandenen M48 auf das Niveau des M48A5 durch Einbau eines MTU-Dieselmotors, eines passiven Nachtsichtgeräts und der Kanone M68 105 mm.
- M48A5T2 – Verbesserte Version des M48A5T1 durch FNSS-Thermal-Nachtsichtgerät und Laser-Entfernungsmesser.
- M48T5 Tamay ARV – In der Türkei gefertigter Bergepanzer auf dem M48-Chassis

## Fahrzeuge auf Basis des M48

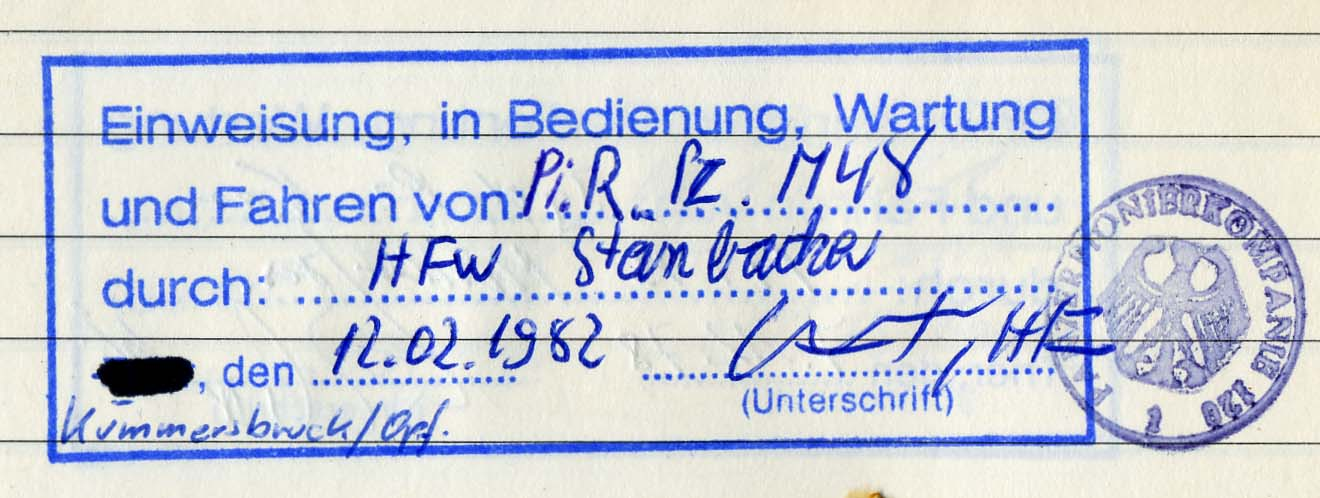
Einweisungsnachweis PiRpz M48

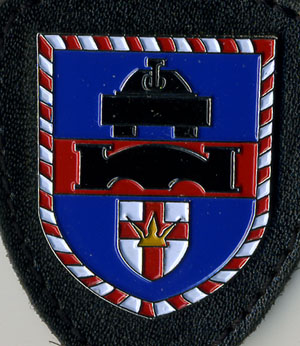
Symbolische Darstellung auf dem Verbandsabzeichen der PzPiSperrKp 741

### M48A2DB (DB – Dozer blade) und M48RPz / M48A2CR

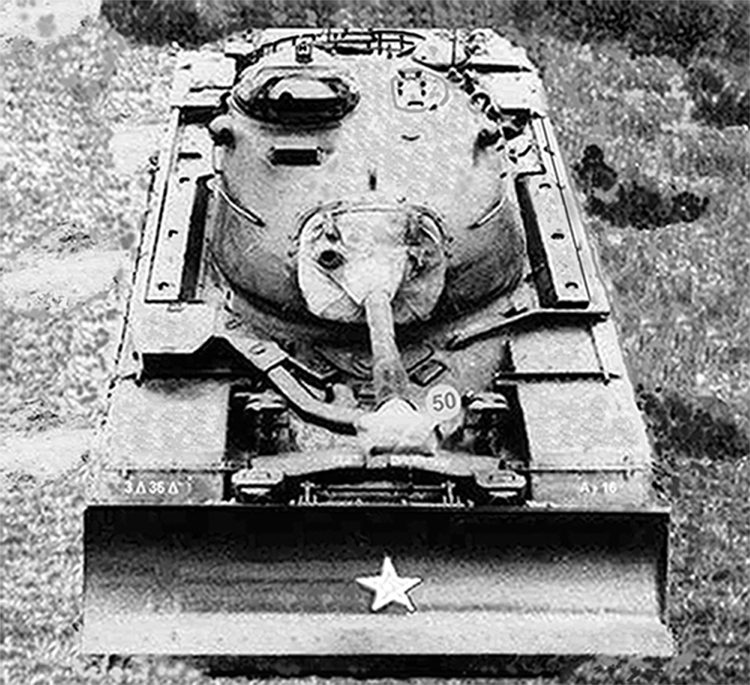
M48A2DB der 35th Armor der US Army

Für Räumarbeiten gab es den M48A2DB, einen Vorläufer des Pionierpanzers. Bei der im Aufbau begriffenen Bundeswehr wurden die Panzerpionierkompanien zunächst mit dem als Räumpanzer bezeichneten M48A2DB ausgerüstet, einem Kampfpanzer M48, der frontseitig mit einem Räumschild des Typs M8A1 (Bulldozer, Earth Moving, Tank Mounting M8) ausgestattet war. Der Räumschild, der vom Fahrer bedient werden musste, wurde mittels Seilzug bewegt (die Absenkung erfolgte durch das Eigengewicht des Schildes, es war also nicht möglich, den Schild in den Boden zu drücken um eine bessere Räumleistung zu erzielen), hatte keine Schnittwinkelverstellung und konnte nur vertikal eingesetzt werden. Bauartbedingt waren nur grobe Arbeiten möglich. Am Ende seiner aktiven Dienstzeit war er nur noch bei den Panzerpionieren der 2. und 4. Jägerdivision anzutreffen. Die Bordkanone war zu diesem Zeitpunkt bereits deaktiviert worden, da keine Munition dafür mehr zur Verfügung stand. Danach wurde die Bordkanone komplett entfernt und das Fahrzeug noch bis zum Ende der 1990er Jahre mit der Typenbezeichnung Pionierpanzer M48A2CR bei den Geräteeinheiten der Heimatschutztruppe (u. a. PzPiSperrKp 741) eingelagert.

### Minenräumpanzer Keiler
Minenräumfahrzeug auf der Basis der M48-Wanne. Letztes bei der Bundeswehr befindliches Fahrzeug dieser Modellreihe.

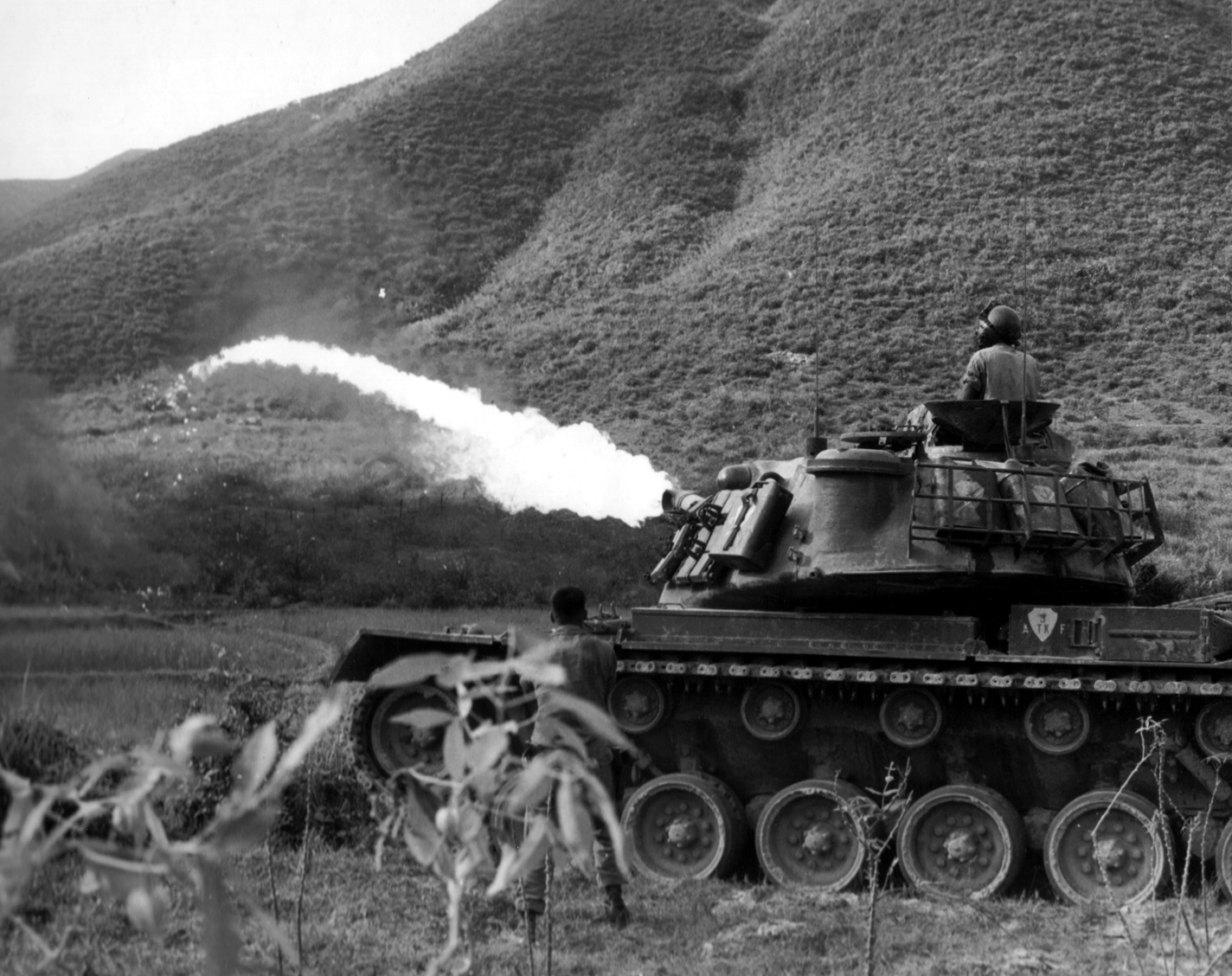
M67A2-Flammwerferpanzer in Vietnam

siehe Hauptartikel: Keiler (Panzer)

### M67/M67A1/M67A2
Dieser Flammenwerferpanzer basierte auf den Wannen der Modelle M48A1 (M67) – M48A2 (M67A1) und M48A3 (M67A2). Die sehr anfälligen und bald ausgemusterten Fahrzeuge wurden nur von den Marines in Vietnam eingesetzt.
Die US-Army hatte im Jahre 1948 die Weiterentwicklung an Flammwerferpanzern aufgegeben, das Marinecorps führte die Arbeiten jedoch fort, um einen brauchbaren mittleren Flammwerferpanzer zu erhalten. Dies basierte auf den Erfahrungen, die man mit solchen Fahrzeugen im Kampf gegen Japan auf Okinawa und Iwojima gemacht hatte. Ein Prototyp mit der Bezeichnung T66 war im Mai 1952 fertiggestellt. Für den Koreakrieg kam er allerdings zu spät. Die Versuche waren jedoch vielversprechend, die Reichweite lag bei bis zu 280 yards (~ 252 Meter).
Als der M48 zur Verfügung stand, begann man dieses Fahrzeug für den benötigten Zweck zu modifizieren. Der M48A2 konnte mit einem bereits dafür speziell angefertigtem Flammenwerferturm M7A1-6 ausgerüstet werden. Dies führte zum Modell M67, das ab 1953 produziert wurde. Auch war es möglich, den Panzer innerhalb von acht Stunden mit dem Rüstsatz T-89 von Chrysler in einen Flammenwerferpanzer umzurüsten. Der Flammölvorrat betrug 365 Gallonen (~1380 Liter) und befand sich in einem Tank, der an Stelle des vorderen Munitionsmagazins in der Panzerwanne untergebracht worden war.
Das eigentliche Flammrohr war in die Nachbildung einer 90-mm-Kanone eingebaut. Dieses Blechrohr war mit Ventilationsöffnungen versehen, um Luft in die Brennkammer eintreten zu lassen und so die Zündung zu ermöglichen. Eine gravierende Änderung erfuhr der Turm durch den Einbau der Armaturen und Kontrollorgane auf der Seite des weggefallenen Ladeschützen. Dadurch konnte der Turm nur noch durch die Kommandantenluke betreten oder verlassen werden, auch wenn die Luke zur besseren Belüftung noch geöffnet werden konnte.
Der Höhenrichtbereich lag bei +45° bis –12°, der Ausgangsdruck des Öls mit einer ⅞-inch-Mündung lag bei 300 psi (~20,6 bar). Die Dauer des Flammausstoßes lag bei 55 bis 61 Sekunden.
Die Besatzung bestand aus drei Soldaten. Der Richtschütze bediente den Flammenwerfer und das koaxiale Maschinengewehr.
Von der Truppe wurde das Fahrzeug als Zippo bezeichnet.

### M48A2 AVLB

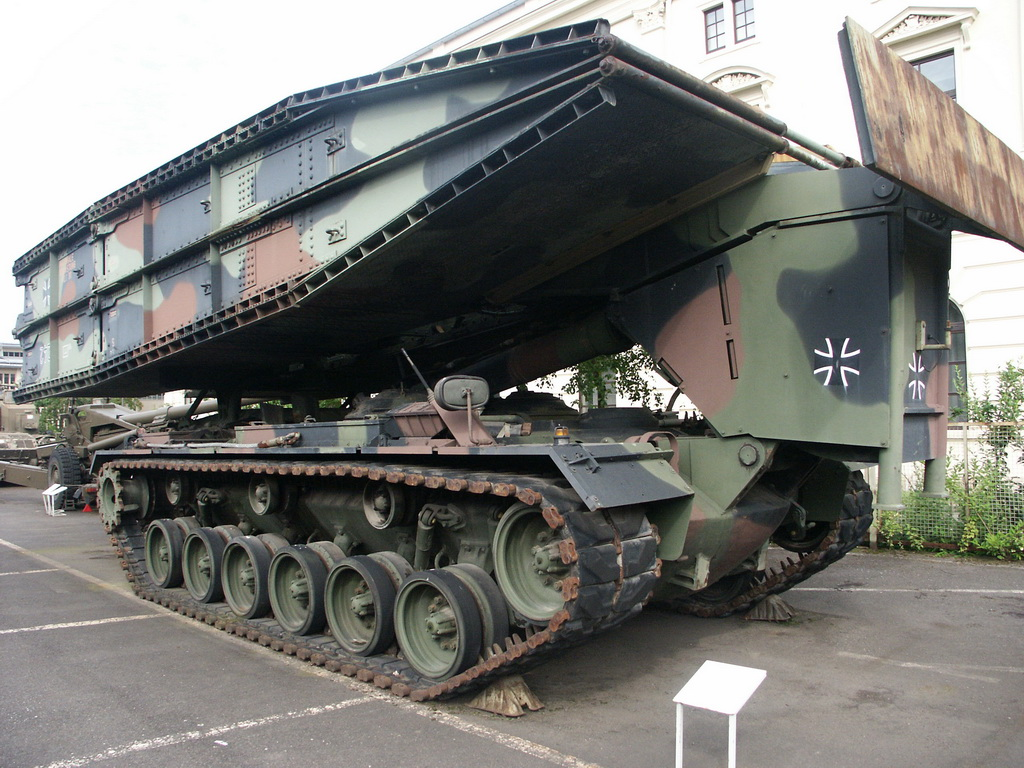
Brückenleger auf M48A2C-Fahrgestell

Forderungen der US-Militärs führten zur Entwicklung eines Brückenlegepanzers (Armored Vehicle Launched Bridge), der von der Geschwindigkeit und der Brückentragfähigkeit den Vorgaben durch den M48-Panzer entsprechen sollte. Erste Versuche, überschüssige M46-Fahrgestelle mit einer zwölf Meter langen Scherenbrücke auszustatten, führten zu keinem Ergebnis, sodass dann doch auf die Wanne des M48 zurückgegriffen werden musste. Das neue Modell erhielt eine 19,5 Meter lange Scherenbrücke und erwies sich als äußerst erfolgreich – wenn auch der Kraftstoffverbrauch jeden Rahmen sprengte. Ein Verbrauch von bis zu 800 Litern auf 100 Kilometer Geländefahrt (je nach Bodenbeschaffenheit) lag durchaus im Bereich des Möglichen.
Es war zur damaligen Zeit das schwerste Kettenfahrzeug der Bundeswehr.
siehe Hauptartikel: M48 Brückenlegepanzer

### M247 Sergeant York

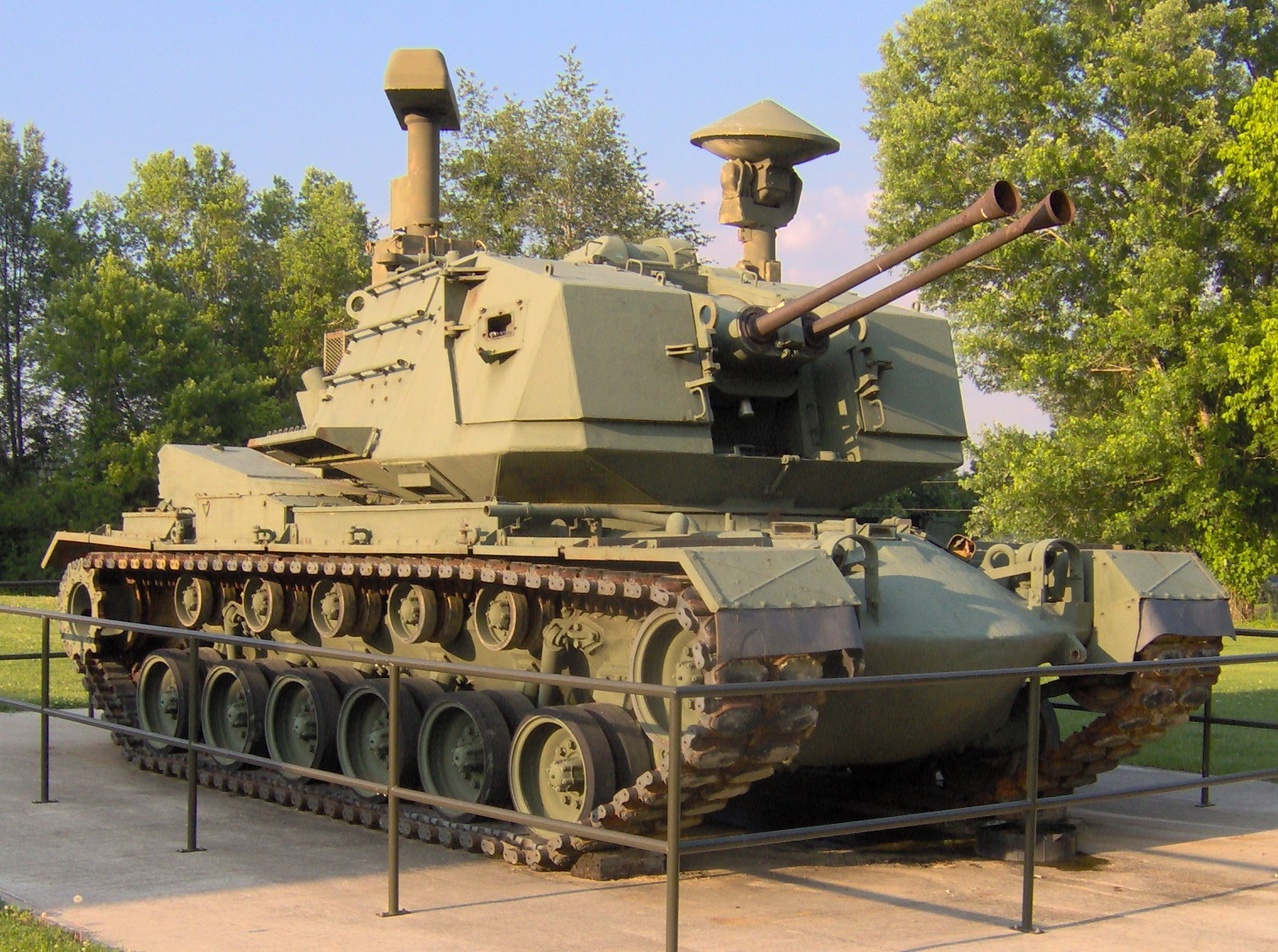
M247 auf M48-Fahrgestell

Der M247 Sergeant York DIVAD (Division Air Defense) war ein US-amerikanischer Flakpanzer und sollte den veralteten M163-Vulcan-Flugabwehrpanzer ersetzen. Dabei wurde ein vollkommen neuer Turm entwickelt, der mit zwei  40-mm-L/70-Bofors-Maschinenkanonen sowie einem Feuerleitradar und einem Überwachungsradar ausgestattet war. Wegen unüberwindbaren technische Probleme wurde das Projekt im Dezember 1986, nach dem Bau von 50 Exemplaren, wieder eingestellt.
siehe Hauptartikel: M247 Sergeant York

## Kampfeinsätze

### Vietnamkrieg
Nicht weniger als 600 Kampfpanzer M48 wurden im Vietnamkrieg eingesetzt. Die ersten nach Vietnam verlegten Panzertruppen waren im Jahre 1965 das 1. und das 3. Panzerbataillon der US-Marines (1st and 3rd Tank Battalion). Das später noch hinzukommende 5. Panzerbataillon (5th Tank Battalion) wurde als Verstärkungseinheit eingesetzt. Weiter waren in Vietnam drei Panzerbataillone der US-Army im Einsatz; das 1./77. Panzerregiment (1-77th Armor) nahe der entmilitarisierten Zone, das 1./69 Panzerregiment (1-69th Armor) im Zentralen Hochland und das 2./34. Panzerregiment (2-34th Armor) im Mekong-Delta. Auch die gepanzerten Kavallerie-Schwadronen (Armored Cavalry Squadrons) nutzten den M48, bis er bei diesen Einheiten durch den M551 Sheridan ersetzt wurde.
Die M48A3, die an die Armee der Republik Vietnam übergeben worden waren, wurden von dieser unter anderem zur Aufstellung des 20. Panzerregiments verwendet. Des Weiteren ergänzten die Südvietnamesen ihre mit dem M41 Walker Bulldog ausgerüsteten Panzerverbände.
Während der nordvietnamesischen Osteroffensive 1972 waren Panzergefechte zwischen nordvietnamesischen T-54 / PT-76 und südvietnamesischen M48 / M41 an der Tagesordnung. Am 23. April 1972 wurde erstmals von der nordvietnamesischen Armee die Panzerabwehr-Lenkwaffe 9M14M „Maljutka“ (NATO-Code: AT-3 Sagger) erfolgreich eingesetzt. Ein Panzerjagdtrupp vernichtete damit einen M48A3 sowie einen M113 MTW (Armored Cavalry Assault Vehicle/ACAV) des 20. Panzerregiments.
Erstaunlich gut bewährte sich der M48 bei der Infanterie-Unterstützung, was ohnehin seine Hauptaufgabe war, da (bis 1972) nur sehr wenige klassische Panzerschlachten stattfanden. Eine davon lieferten sich 1969 in der Nähe von Ben Het das 1. Bataillon des 69. Panzerregiments und das nordvietnamesische 202. Panzerregiment, letzteres ausgerüstet mit PT-76.
Während der Frühjahrsoffensive im Jahr 1975 kämpften die südvietnamesischen M48 und M41 gegen die nordvietnamesische Armee und konnten den T-34- und T-55-Verbänden massive Verluste zufügen und so den Fall Saigons noch um einige wenige Tage verzögern. Da allerdings der US-Kongress nach dem Abzug der amerikanischen Streitkräfte einen Lieferstopp für Munition und Treibstoff nach Vietnam verhängt hatte, mussten viele der südvietnamesischen Panzer bald aus Versorgungsmangel aufgegeben werden und fielen den Nordvietnamesen in die Hände; einige der erbeuteten Fahrzeuge wurden nach Kriegsende von der vietnamesischen Volksarmee übernommen.

### Indisch-Pakistanischer Krieg
Die pakistanische Armee verfügte nur über eine Division, die den Namen Panzerdivision verdiente, wobei nicht alle dieser Fahrzeuge vom Typ M48 waren. Eingesetzt wurden diese M48 (zusammen mit den M47) gegen die Centurions und M4 Shermans der indischen Armee. Im Gefecht bei Kutch konnten die pakistanischen Panzer überraschenderweise trotz des sumpfigen Geländes die indischen Angreifer zurückschlagen.
Während der Operation Grandslam durchbrachen die pakistanischen Panzerverbände die indischen Linien und zerschlugen Gegenstöße gepanzerter Einheiten.
In der Schlacht bei Asal Uttar (8.–10. September 1965) dagegen gelang es den Indern, insgesamt 97 pakistanische Panzer zu vernichten, die meisten davon M48. Mit befriedigendem Ergebnis kämpften die Panzer dann in der Schlacht bei Chawinda. Die Patton-Panzer bildeten die Speerspitze beim Vormarsch durch Chamb und waren das Rückgrat in der Schlacht bei Shakarghar. Im späteren Verlauf der Schlacht wehrte eine Panzerbrigade (The Changez Force) einen indischen Angriff, der in den Rückzug bei Chawinda hinein geführt wurde, erfolgreich ab.
Indien errichtete später ein Denkmal, das Patton Nagar (Patton-Stadt) genannt wird, wo die erbeuteten und abgeschossenen pakistanischen Panzer zur Schau gestellt werden.
In einer Analyse der Ereignisse kam die pakistanische Armee zu dem Ergebnis, dass die Kampfkraft der M48-Panzer bei Freund und Feind respektiert wurde und dass die eingetretenen Verluste in dem Debakel von Asal Uttar weniger dem Material als vor allem der blamablen Taktik der pakistanischen Führung anzulasten war.
Im Nachhinein stellte eine Studie der US Army fest, dass die Panzerung des M48 sowohl von der 20-pounder-(84-mm)-Kanone des Centurion als auch von der 75-mm-Kanone des AMX-13 durchschlagen werden konnte.
Im Indisch-Pakistanischen Krieg von 1971 wurden die M48 mit wechselnden Erfolgen eingesetzt.

### Naher Osten

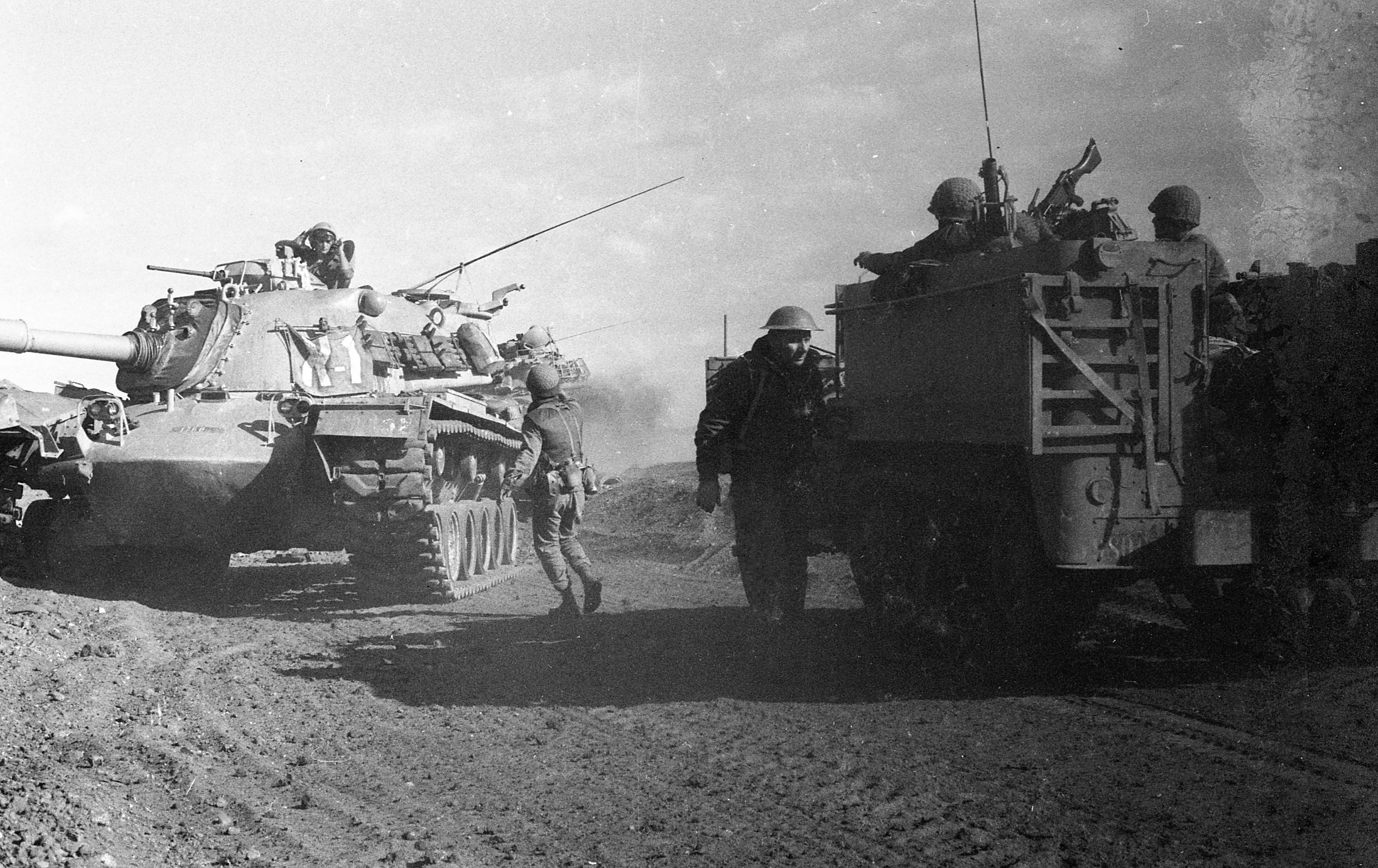
Im Abnutzungskrieg 1969 ein israelischer M48 im Sinai.

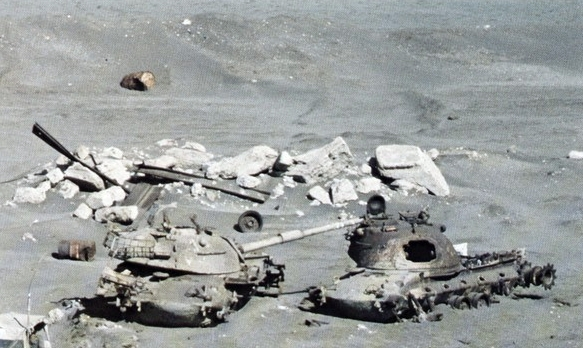
Im Jom-Kippur-Krieg am Sueskanal zerstörte und ausgeschlachtete M48 mit 105-mm-Kanone L7.

Im Jahr 1964 erklärte sich die deutsche Bundesregierung auf Drängen der USA bereit, an Israel 150 auszumusternde M48 A1 zu überlassen. Nur 40 davon waren ausgeliefert, als die geheimgehaltene Vereinbarung bekannt und die Lieferung daraufhin eingestellt wurde. 1965 erhielt Israel schließlich 90 modernere M48A2C, die von der Bundesrepublik extra zu diesem Zweck in den USA bestellt und bezahlt worden waren. Hinzu kamen 20 M48 aus Bundeswehrbeständen, die auf M48A2C-Standard umgerüstet worden waren.
Im Sechstagekrieg 1967 wurde der M48 von Israel gegen die ägyptischen T-34 und T-54 auf der Sinai-Halbinsel eingesetzt. Dank der überlegenen Taktik und Ausbildung der israelischen Panzerbesatzungen wurden die meisten Duelle mit gegnerischen Panzern gewonnen. Der Konflikt zeigte jedoch auch die Nachteile des M48, da die Durchschlagskraft und Reichweite der 90-mm-Kanone an ihre Grenzen stieß. Zudem fing der Panzer bei einem Treffer aufgrund des Benzinbetriebs schnell Feuer, was vielen israelischen Besatzungen zum Verhängnis wurde. Der deutsche Botschafter in Israel berichtete nach dem Sechstagekrieg, ein israelischer Generalstabsoffizier habe ihm gesagt, die von der Bundesrepublik gelieferten M48 hätten sich hervorragend bewährt.
Die auf jordanischer Seite in der Westbank kämpfenden M48-Panzer wurden oftmals von den israelischen Weltkriegs-M4-Shermans (modifiziert mit französischen 75- und 105-mm-Kanonen) ausgeschaltet. Obwohl die jordanischen M48 den israelischen Panzern technisch überlegen waren − Schüsse der Israelis aus einer Entfernung von mehr als 1000 Metern prallten oftmals nur ab − führte letztendlich die israelische Luftüberlegenheit und die als gering einzustufende Kampfmoral der Jordanier zu dem bekannten Ergebnis. Die israelische Armee erbeutete etwa 100 jordanische M48, die nach Kriegsende in die eigene Panzertruppe eingegliedert wurden.
Die libanesische Armee setzte im Bürgerkrieg M48-Panzer ein, ebenso wie christliche Milizen.

### Afrika
Kleinere Konflikte wie Aufstände und Revolutionen werden hier nicht aufgeführt. Erwähnenswert ist jedoch der Einsatz pakistanischer M48 1993 in der Schlacht von Mogadischu bei der Deckung des Rückzuges der US-Truppen aus der Stadt.

## Benutzerstaaten

### Noch im Einsatz
- Türkei – 1576 M48A5T1 und M48A5T2[18](2019) Ab 2020 nicht mehr in der Verwendung.
- Südkorea – 233 M48A3K und 597 M48A5K (2019) Ab 2020 nicht mehr in Verwendung.[19]
- Libanon – 54 M48A5 kampfwertgesteigert (2018)
- Republik China – 265 M48A3 kampfwertgesteigert zu CM-12, 100 M48A5 (2019)[20]
- Thailand – 105 M48A5 (2023)[21]

### Nicht mehr im Einsatz
- Griechenland – 390 M48A5 MOLF (werden ausgesondert)
- Iran – laut Global Security seit 2013 keine mehr im Bestand[22]
- Israel – 450 Exemplare im Jahr 1972,[23] aktuell 200 Magach eingelagert
- Jordanien – 200
- Jugoslawien
- Pakistan – 345 M48A5
- Portugal – 86 M48A5 (ersetzt durch 36 Leopard 2A6)
- Marokko – 185 M48A5 (seit 2009 eingelagert)
- Norwegen – 38 M48A5
- Spanien – 164 M48A5E (ersetzt durch Leopard 2A4)
- Südvietnam
- Bundesrepublik Deutschland
- Tunesien – 28 M48A5 (2015 nicht mehr im Bestand aufgeführt)
- Vereinigte Staaten
- Vietnam – 20–40 von Südvietnam erbeutete Fahrzeuge (inzwischen wegen Ersatzteilmangel ausgesondert)